# الحلة
الحلّة هي مدينة عراقية ومركز محافظة بابل، يبلغ عدد سكانها 970 ألف نسمة بحسب إحصاء عام 2015. بناها صدقة بن منصور أمير إمارة بني مزيد عام 1101 م. تبعد عن بغداد نحو 100 كم، وعن النجف نحو 60 كم، وعن كربلاء نحو 35 كم وعن الديوانية نحو 80 كم ، وتعتبر حلقة وصل مهمة بين محافظات الفرات الأوسط. كما أنها تقع بالقرب من مدينة بابل الأثرية والتي تعد من أهم المناطق التاريخية القديمة في العالم.

## التسمية
الحلة: بضم الحاء وتشديد اللام سماها الامام علي بن أبي طالب (ع) بهذا الاسم فقال ((هذه حُلة من حُلل الجنة)) لأنها كانت جميلة فسمّاها حلة بضم الحاء وجاءت الايام والسنين إلى أن أصبحت حلة بكسر الحاء.
الحلة: بكسر الحاء المهملة وتشديد اللام، تقال على عدة أشياء:
- القوم النزول وفيهم كثرة.
- شجر شائك أصغر من العوسج.
- علم لعدة أماكن.

## الموقع وجغرافية المدينة
تقع مدينة الحلة بين النجف وبغداد، فهي تبعد عن بغداد حوالي 100 كيلومتر، وعن النجف نحو 60 كم وعن كربلاء نحو 40 كم وعن بابل نحو 7 كم وبسبب قربها من بابل القديمة ووقوعها على مفترق طرق المواصلات البرية وتوسطها بين بغداد ومدينتي النجف وكربلاء، وموقعها على نهر الفرات الذي يربطها بأعالي الفرات وبجنوب العراق أكسبها أهمية استثنائية كما أضفى شاطئ الفرات بما حمله من كثافة الزروع وغابات النخيل والأعناب طبيعة ساحرة ساعدها على ذلك اعتدال مناخها.
تحتوي الحلة والمدن التابعة لها على العديد من المواقع الدينية والأثرية ومن أهمها مدينة بابل الأثرية، مسجد مشهد الشمس وبرس (مقام النبي إبراهيم وآثار المكان الذي حرق فيه، وموقع برج نمرود). ومقام النبي أيوب وعلى الآبار التي اغتسل فيها، وفيها العديد من المزارات الدينية: مثل مزار السيد ابن طاووس والمعروف عند أهل الحلة بالسيد علي أبو النور وكذلك يقع فيها مزار ابن إدريس الحلي والمحقق الحلي وابن النما الحلي وغيرهم من العلماء ومقام ينسب إلى الإمام المهدي يقع في سوق الحلة الكبير وكذلك مرقد ينسب إلى أحد أبناء الإمام الكاظم وأما المزارات التي تقع قرب مدينة الحلة ضمن محافظة بابل فهي كثيرة وأبرزها عمراناً في الوقت الحالي مزار الإمام الحمزة الغربي أبي يعلى وهو حفيد الإمام العباس ابن علي بن أبي طالب ويقع في ناحية المدحتية. ومزار الإمام القاسم ويقع في ناحية القاسم التي تقع بين الحلة ومحافظة القادسية تحتضن الحلة مدينة بابل الأثرية القديمة، والتي تعتبر مهد الحضارات لأنها كانت من أوائل المدن التي تمدن فيها الإنسان، وانطلقت منها أول إنجازات الحضارة البشرية مثل: القانون، والشرطة، والمدارس، وغيرها.
ترتفع أراضيها المنحدرة نحو الجنوب 35 متراً فوق مستوى سطح البحر، يسودها مناخ صحراوي يمتاز بقلة سقوط الأمطار وارتفاع درجات الحرارة صيفاً والتي تصل إلى 50 ْم، يسودها جو دافئ شتاءً.

## التاريخ

### بابل قبل الميلاد

صورة تخيلية لبرج بابل، للرسام بيتر برويغيل (1563)

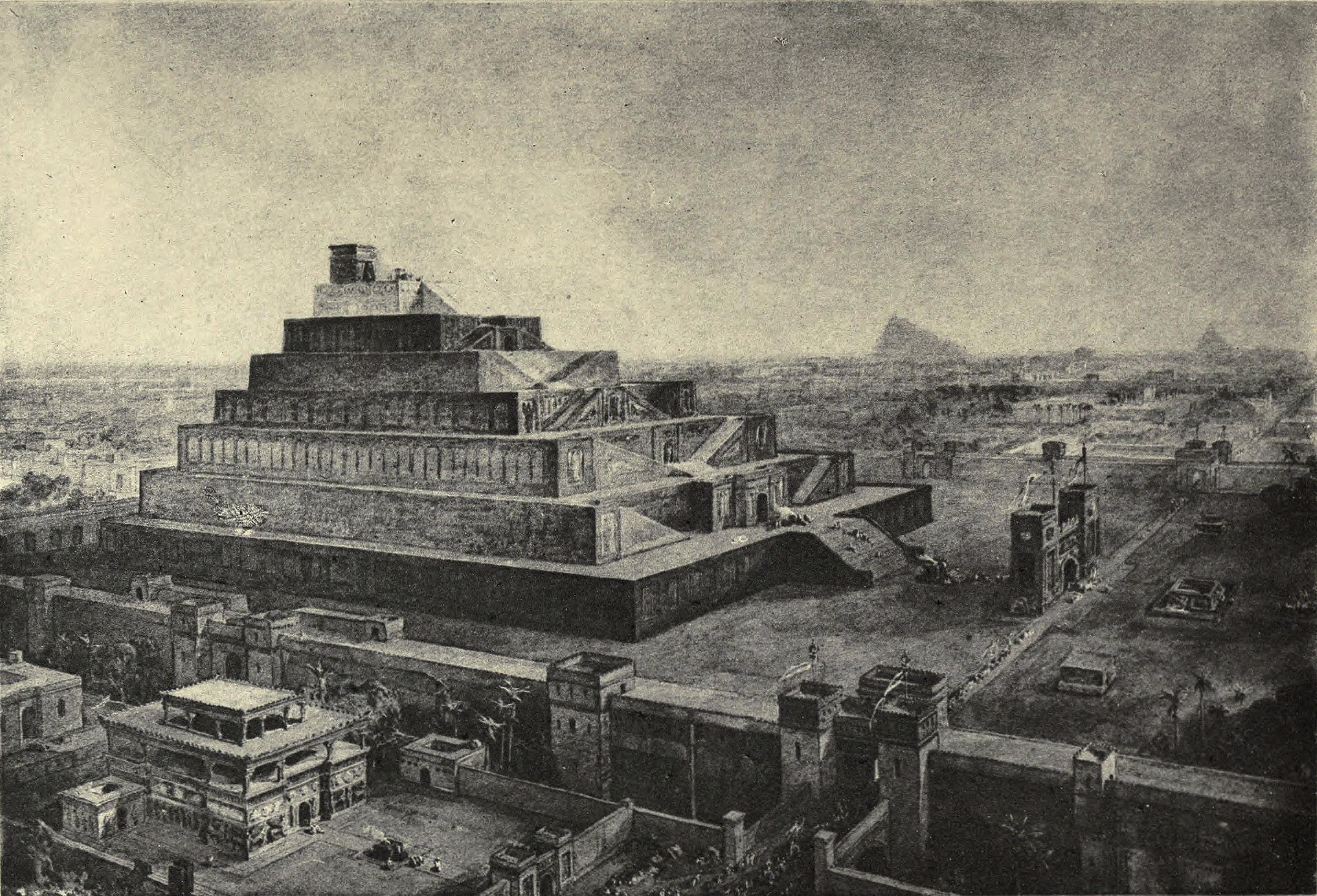
مدينة بابل التأريخية

كلمة بابل تعنى باب الإله وصارت بابل بعد سقوط السومريين قاعدة إمبراطورية بابل، وقد أنشأها حمورابي، حوالي عام 2100 قبل الميلاد وامتدت من الخليج العربي جنوبًا إلى نهر دجلة شمالاً، وقد دام حكم حمورابي 43 عامًا ازدهرت فيها الحضارات البابلية حيث يعد عصره العصر الذهبي وبها حدائق بابل المعلقة التي تعد من عجائب الدنيا السبع والتي بناها الملك الكلداني نبوخذ نصر وكان يوجد بها ثماني بوابات وكان أفخم هذه البوابات بوابة عشتار الضخمة وبها معبد مردوخ الموجود داخل الأسوار بساحة المهرجان الديني الكبير، الواقعة خارج المدينة وقد سماها الأقدمون بعدة أسماء منها (بابلونيا) وتعني أرض بابل أو بلاد ما بين النهرين وبلاد الرافدين.

### نشأة الحلة

#### مدينة الجامعين

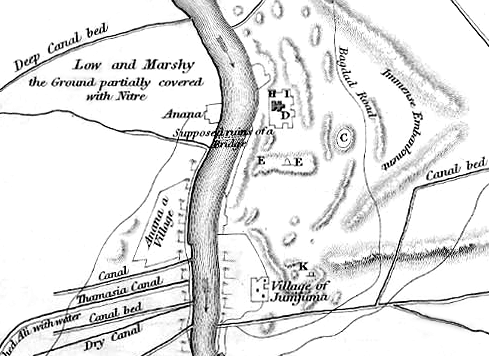
الموقع التأريخي لمدينة الحلة سنة 1829م

يذهب بعض الباحثين واعتماداً على شواهد عيان أن موضع الأرض التي أٌسس عليها الحلة لم يكن خالياً من العمران العسكري والمدني لأغراض السكن، بل كانت في الموضع المذكور مدينة تسمى بـ (الجامعين) التي وصفها شاهد عيان، توفي قبل أن يؤسس صدقة الحلة السيفية بما يقرب من القرن ونصف، بأنها منبر صغير حواليها رستاق عامر خصب جداً، وقد أكد ما جاء في النص الآنف الذكر من معلومات ابن حوقل المتوفى في القرن الرابع الهجري عام 380 هـ (990م) بل زاد عليها فذكر أن مساحة أرض الجامعين تمتد على ضفتي نهر الحلة شرقاً وغربًا، وشمالاً وجنوبًا حتى كانت تشمل موضع مدينة النيل الحاضرة الأولى لبني مزيد، عند نزوحهم إلى ريف الحلة عام 405 هـ (1014م) ولما كانت الأراضي التي فيها موضع مدينة النيل للسبب المذكور آنفا، ولأن مدينة النيل كانت في عام 405 هـ (1014م) قرية كبيرة مأهولة، تقع على نهر النيل الذي حفره الحجاج بن يوسف الثقفي ما بين عام 95 هـ (714م) وعام 82 هـ (701م)، في حين أن الجامعين كانت في القرن الرابع الهجري مدينة عامرة مزدهرة، ومن بين الذين كانوا قد تولوا قضائها في القرن المذكور: علي بن داود التنوخي، ولم تكن الجامعين مدينة عامرة في التاريخ المذكور وقبله وبعده، فعندما غزاها القرامطة في القرن الرابع الهجري ولما تعرضت لنهب قبائل خفاجة مرات في النصف الأول من القرن والخامس الهجري، منذ كانت تحت نفوذ جد صدقة المدعو نور الدولة دبيس الأول بن علي بن مزيد في 474 هـ (1081م) وهناك نصوص كثيرة تؤكد أن لمدينة الجامعين وجوداً تاريخيًا عمرانيًا واقتصاديا واجتماعيا، في الموضع الذي بنيت فيه الحلة السيفية، وكان سابقاً لبناء الحلة المكورة بزمن بعيد، وقد ذكر أحد الباحثين المحدثين رواية تاريخية لم يذكر مصدرها تفيد أن بداية تأسيس مدينة الجامعين ترجع إلى النصف الأول من القرن الأول الهجري، حيث أن الإمام علي بن أبي طالب 40 هـ (661م) بعد عودته من معركة التي حدثت بداية عام 37 هـ (657م) مر من موضع مدينة الحلة ومروره بالموضع المذكور تاريخيًا وأثريًا، وفي أثناء مروره المذكور توفي أحد أصحابه المدعو عبد العزيز بن سرايا متأثرا بجراحه بمعركة صفين، فدفن في الحلة في موضع مدينة الجامعين وأقيم على قبره جامع[ ؟ ] سمي بجامع عبد العزيز الذي ما يزال قبره موجوداً في منطقة باب المشهد (النجف) التي هي جزء من محلة الجامعين حتى الآن، وفي ضوء ذلك يمكن أن نعد بداية تأسيس مدينة الجامعين، يعود إلى النصف الأول من القرن الأول الهجري، لأن المدينة المذكورة نسبت إلى وجود الجامعين فيها، كان أحدهما: جامع عبد العزيز المذكور ولربما هو الجامع الذي أشار اليه الطبري 310 هـ (922م) في تاريخ الحلة، أما الجامع الثاني الذي نسبت إليه مدينة الجامعين فإن تاريخه يعود إلى النصف الأول من القرن الثاني الهجري، حيث أقيم جامع جنوبي الجامعين في الموضع الذي أقام فيه بعض الوقت الإمام جعفر الصادق 148 هـ (668م)، وما زال على موضع الإقامة المذكورة توجد بناية[ ؟ ] متواضعة على الضفة اليمنى من نهر الفرات جنوبي محلة الجامعين تعرف من أهالي مدينة الحلة بـ (مقام الامام جعفر الصادق).

#### الحلة السيفية

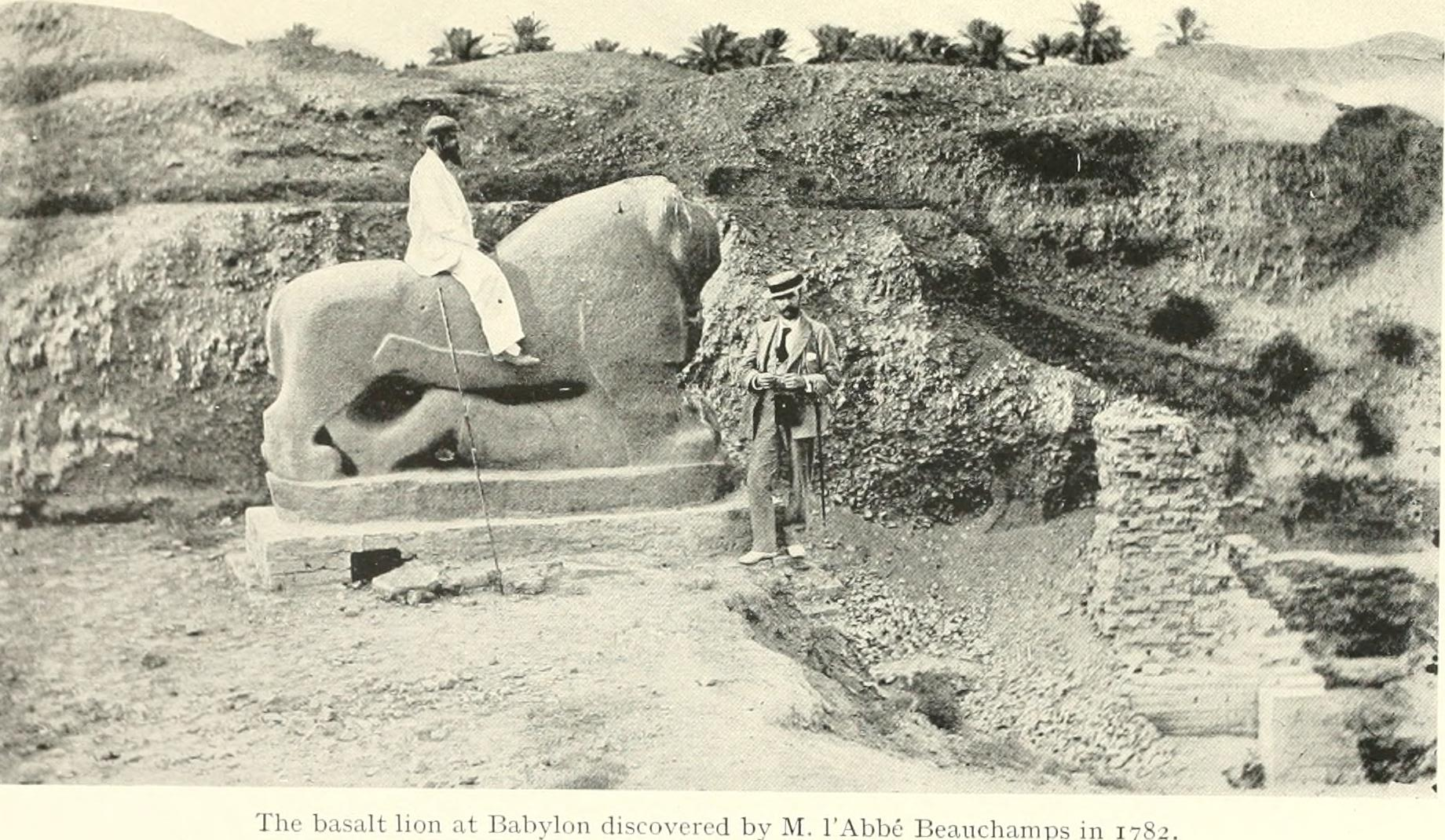
صورة تاريخية لأسد بابل

ذهب معظم الباحثين والدارسين من القدامى والمحدثين إلى أن سيف الدولة صدقة بن منصور 501 هـ (1107م) إختط مدينة الحلة على الضفة الغربية لنهر الحلة عام 495 هـ (1101)م وانتقل إليها في العام المذكور من مدينة النيل التي كان هو وآباؤه من أمراء بني مزيد قد اتخذوا منها حاضرة لهم عام 405 هـ (1014م) وسكنوها بالبيوت العربية قبل انتقالهم إلى موضع الحلة في التاريخ المذكور في حين أن النصوص التاريخية القديمة التي توافرت بين يد الباحثين تؤكد أن موضع مدينة الحلة قبل أن يؤسس فيه سيف الدولة حلته كانت هناك مدينة الجامعين.
وفي ضوء هذه النصوص والمعلومات التاريخية التي اوردناها آنفا يمكن استنتاج أن موضع مدينة الحلة على الضفة اليمنى من نهر الحلة، شهد قيام مدينتين متجاورتين، مختلفتين في تاريخ التأسيس والمؤسس إحداهما كانت تدعى: بـ (الجامعين) التي يجهل هوية مؤسسها، غير أن بداية تأسيس نواتها تعود إلى النصف الأول من القرن الأول الهجري كما مر آنفا، أما المدينة الثانية فهي التي اختطها الأمير سيف الدولة صدقة بن منصور عام 495 هـ (1101م) وأطلق عليها اسم الحلة السيفية، أو المزيدية أو حلة بني مزيد التي انتقل إليها في العربية، التي شملت أكثر من نصف مساحة العراق، الذي كانت تهيمن عليه يومذاك سياسيا وعسكريا العناصر الأعجمية.

### الحكم العباسي وغزو المغول

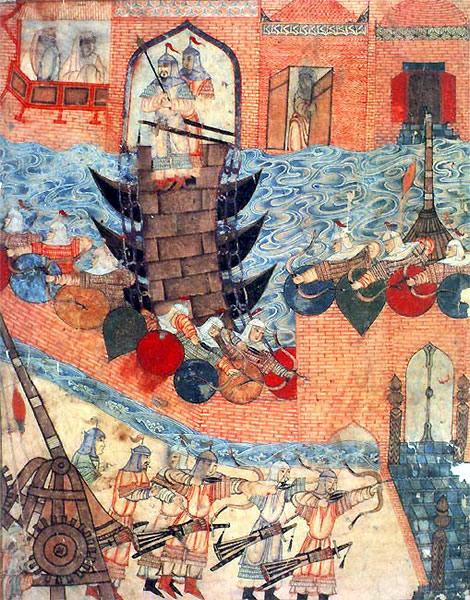
مخطوطة تصور حصار المغول لبغداد عام 1258 قبل اقتحامها.

بقيت الحياة السياسية والاجتماعية مضطربة في الحلة وقراها، تبعاً للولاة العباسيين الصغار، وبعد سقوط الدولة العباسية، ودخول المغول إلى بغداد واستعدادهم لاجتياح باقي مناطق العراق، أما مدينة الحلة فقد استطاعت أن تنجو من فتك المغول بحكمة علمائها لأنهم كانوا يعرفون أن المغول التتار إذا دخلوا بلدة ماذا يصنعون بها من الدمار والهلاك والسبي والتعدي على الناموس لذلك فقد اتفق كبار علماء الحلة، فاجتمع الشيخ يوسف بن علي بن مطهر الحلي (والد العلامة الحلي) والسيد مجد الدين بن طاووس، وابن أبي الغر الحلي وأجمع رأيهم على مكاتبة هولاكو بأنهم مطيعون داخلون تحت إيالته، وحافظوا بذلك على مدينتهم وعلى المشهدين (ثم ألّف السيد مجدد الدين محمد بن طاووس كتاب البشارة وأهداه إلى هولاكو فأنتجت هذه الخطوة أن رد هولاكو شؤون النقابة في البلاد الفراتية إلى السيد ابن طاووس وأمر بسلامة المشهدين الشريفين والحلة. وكان ذلك سبباً لأن تستمر الحلة بدورها كمركز للإشعاع الثقافي والديني، وذلك لمحافظتها على كنوز المعرفة الإسلامية والآثار الأدبية والدينية، من دون أن تضطرب كبقية مدن العراق، وقد اتخذتها الدولة الجلائرية عاصمة لها بعد بغداد عام (812 هـ) في عهد الدولة (قراقرنيلو) الخروف الأسود.

### عهد الدولة العثمانية

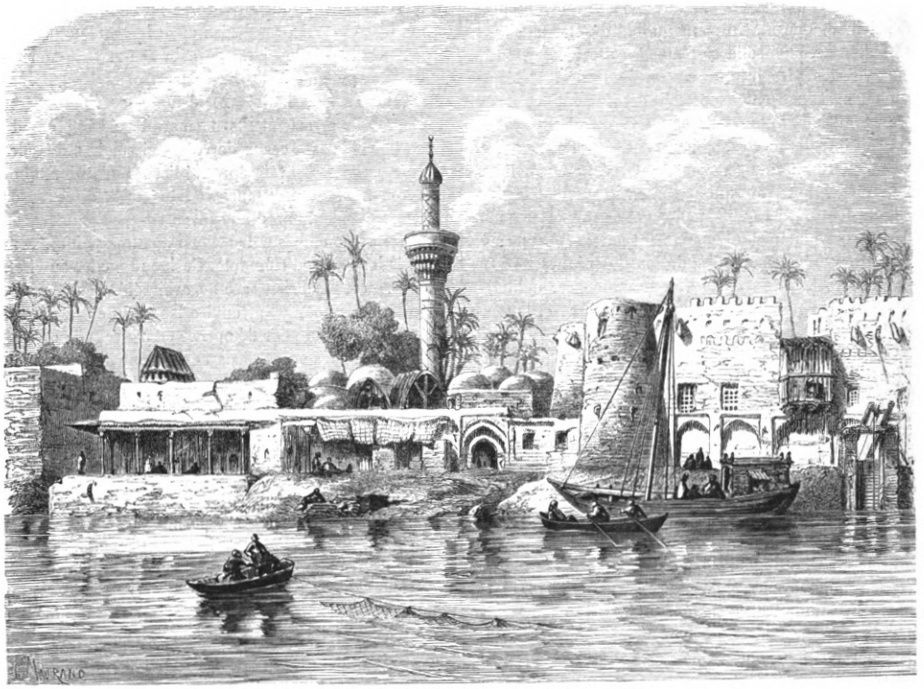
منظر في الحلة على نهر الفرات عام 1861م

أما أثناء حكم الدولة العثمانية فأصبحت الحلة قائمقامية تابعة إلى لواء الديوانية، ثم جعلت متصرفية في النهاية، وفي عهد الوالي العثماني يوسف بك تم تعميرها وبناء المرافق الحكومية فيها، ومنها بناء جامع الحلة الكبير عام 1125هـ (1713م)، في محلة الجبران منطقة السوق الكبير، ويعتبر من معالم المدينة التاريخية التراثية المميزة. ولعل أهم حدث شهدته الحلة في نهاية الحكم العثماني وابان الحرب العالمية الأولى هو (دكة عاكف) إذ رفعت الحلة راية العصيان ضد السلطة العثمانية الجائرة، فأغار عليها القائد التركي عاكف بك مرتين لم يحقق بحملته الأولى نصرا ملموسا ولكنه عاد ثانية، بعدد أكثر وسلاح أمضى عام 1916 من معسكره في الكفل فضربها بالمدافع وخرب منها ثلاث محلات هي الطاق والجامعين والوردية وشنق من من رجالها (126) رجلا وساق عدداً من النساء سبايا إلى الأناضول ولجأ الباقون إلى الفرار.

### إحتلال الإنكليز وعصر النهضة
احتل الإنكليز مدينة الحلة في 15 جمادي الأول عام 1335 هـ/ 9 آذار 1917م، ولقد ا؟اندلعت فيها بعد ثلاث سنوات ثورة العشرين الشهيرة، التي ساهم فيها كبار علماء الحلة ووجهائها، وقد عبروا عما يجيش في صدورهم من كره ومقت للأجنبي عبر المجالس الدينية والأدبية التي كانت زاخرة وقتها ذاك.
وقد شكلت عوامل عديدة جعلت الحلة تتفرد عن سواها كبيئة علمية أدبية دينية، منها موقعها الجغرافي، وأجواؤها الطبيعية، من حيث عذوبة الماء ونقاوة الهواء، واعتدال المناخ وجمال المرابع، حتى سميت (بعروس الفرات، وكعبة العلم، ومعقل العروبة).
وقد ساعد عدم استباحة المغول لها، وقربها من المراكز الدينية المقدسة في كربلاء والنجف، على أن تكون مصدراً من مصادر الحفاظ على الثقافة العربية والإسلامية وخزائن الكتب والعلم والتاريخ، في الوقت الذي غطى الجهل الأقاليم العربية. وفي القرن التاسع الهجري كان ازدهار علوم الدين والأدب والشعر تتفتح في رياض الحلة وقد وصفها وقال فيها المؤرخ عبد الرزاق الحسني في أول جريدة صدرت في الحلة (الفيحاء) بقوله (الفيحاء كما عرفها من درس تأريخها المجيد كانت «بلدة دبيس» في أيام العباسيين زهراء بعلمائها، إذ كانت محط رجال العلم والأدب تقربت إليها آباط الإبل ونشأ فيها المحدثون والمفسرون والفقهاء والشعراء، ومما ينقله الرواة في كتبهم أنه نشأ فيها سبعمائة مجتهد في عصر واحد).
وكان لهذا الموفور الثقافي والبيئة العلمية أن يمتد لتصبح محط العلماء والشعراء والأدباء، وقد أنجبت هذه المدينة فرقة ناصعة من فحول الشعر العراقي، كما ذكرهم الأستاذ محمد مهدي البصير في نهضة العراق الأدبية وباقي مؤرخي الأدب، فكان للسيد حيدر الحلي والشيخ حمادي نوح والكوازان والحاج حسن القيم والقزويني، والشيخ حسن العذاري، ورجب البرسي.. وغيرهم كثير ممن نهلوا وأعطوا فيضاً، من الروائع الحلية شعراً فلسفياً، وحسينياً، فاضت به الكتب والمخطوطات.
وقد امتد الموفور الأدبي والثقافي والديني هذا على صورة حلقات وتجمعات أدبية ودينية، وبعد ثورة 1920، تحول الشعور الأدبي إلى شعور وطني سياسي ضد الإنكليز، مما أدى إلى تأسيس جمعيات وتيارات سياسية منها ما هو ثقافي ومنها ما أخذ طابعاً سياسياً، وقد مارس أدباء الحلة وكتابها الكتابة على شكل مخطوطات، إذ لم توجد آنذاك آفاق للنشر أو لإنشاء مطبوع دوري.

### ثورة العشرين في الحلة
جاءت أحداث ثورة العشرين 30 حزيران 1920، في ذروةِ الصراعِ على طبيعةِ الحكمِ مع قواتِ الاحتلالِ البريطانية بعدما تخلَّتْ عن وعودِها للعراقيين، ولم تكن مدينة الحلة بعيدة عن مناخ العراق السياسي الذي سبق اشتعال أوارها، حيث اتسمت أجوائها بالرفض الشعبي لما كان ينسج في الخفاء من خلال إجراء الاستفتاء على طبيعة الحكم في 30 تشرين الثاني 1918، فبعدما تحقق الوطنيون من نوايا الحاكم العسكري في الحلة الذي استشار فيها السيد محمد علي القزويني بشأن اقتصار الاستفتاء على سبعة رجال فقط من أبناء المدينة كلها، يختارهم الحاكم بنفسه، عقدوا في بيت أحدهم مجلساً كبيراً تباحثوا فيه بما يجب أن يتخذ من التدابير، وقرّ في الأخير قرار المجتمعين على إرسال خطاب إلى الحاكم السياسي حمل تواقيع جمع كبير من الحلّيين. وقد كان الاستفتاء في عموم العراق محركاً رئيسياً لنمو وعي وطني رافض للهيمنة البريطانية على شؤون البلد، وهو بنفس الوقت محفز نشوء حركة وطنية في العراق تبنت معارضة الحكم البريطاني، وسعت لنيل الاستقلال.
والحلة من المدن العراقية القليلة التي أُنشئ فيها فرعاً لجمعية حرس الاستقلال عقب تأسيسها في بغداد أواخر شباط عام 1919، وهذه الجمعية معروفة بتوجهاتها الوطنية الساعية لإستقلال البلاد، وقد نشطت في تحريك الروح الوطنية، ومناهضة الاستعمار البريطاني، وضمت شخصيات حلّية بارزة في العمل السياسي، أمثال الشاعر محمد مهدي البصير التي أسندت اليه رئاسة الفرع، ورؤوف الأمين، ومحمد باقر الحليّ، وحضر ممثلها اجتماعاً في بغداد عقد مع زعماء الحركة يوم 23 أيار 1920، كان بمثابة تهيئة واستكشاف لانطباعات الفرات الأوسط بشان الشروع بالثورة.
لقد توضحت بشكل جلي انعكاسات تلك الأنشطة وذلك الحس الوطني السائد بين الحلّيين إثر انعقاد الاجتماع الوطني الحافل في الجامع الكبير (في سوق الحلة) قبل الثورة بأيام معدودة في 19 حزيران 1920، أي في ثاني أيام عيد الفطر، حيث قام الشيخ محمد الشهيب بقراءة رسالة المرجع الديني الشيرازي المتضمنة حث العراقيين على المطالبة بحقوقهم المشروعة بالطرق السلمية، ولما أتم الشيخ محمد تلاوة الرسالة تتابع على المنبر رؤوف الأمين، والسيد عبد السلام الحافظ، فألقوا كلمات حماسية طالبوا فيها باستقلال العراق ونادوا بالأمير عبد الله ملكاً عليه.
وكانت ردة فعل الجهات البريطانية على ذلك الاجتماع الجماهيري سريعة متمثلة بقرار الحاكم البريطاني اعتقال كل من رؤوف الأمين، والسيد عبد السلام الحافظ، والسيد أحمد السالم وتوت، وباقر العلي الخفاجي. وجبار علي الحساني، وعلي الحمادي، وخيري الهنداوي، وإرسالهم مخفورين بالقطار إلى البصرة، وبالتالي إبعادهم إلى جزيرة هنجام في الخليج العربي، وقد لبثوا هنالك خمسة أشهر، توفي خلالها السيد أحمد السالم وتوت. وأشارت مس بيل في مذكراتها إلى أن إبعاد هؤلاء الأشخاص أدى إلى زوال التوتر في منطقة الحلة.
ومن الجدير بالذكر أن البريطانيون جعلوا مدينة الحلة قبل اندلاع ثورة العشرين مركزاً لقواتهم العسكرية حيث قاموا بتعزيزها بقوات إضافية، وبعد انتصارات الثوار المتلاحقة انسحبت إليها معظم القوات البريطانية التي كانت منتشرة في مدن الفرات، وأصبحت الحلة في آب 1920، آخر معقل بريطاني في الفرات الأوسط.
وعلى الرغم من كون الحلة مركزاً للقوات البريطانية، وعرضة لإجراءاتها المتشددة التي طوقت بها المدينة أثناء الثورة، فقد قام الحلّيون بدور مميز، ومساند لما كان يجري في محيطها الريفي أو مدن الفرات الأوسط، وعن ذلك الدور ذكر الشيخ يوسف كركوش في تاريخ الحلة قيام الحلّيين باحتضان الثوار، والتمويه على تواجدهم باستخدام مختلف الأساليب أثناء حملات التفتيش التي كانت تقوم القوات البريطانية، مثلما أشار إلى حادثة تفجير بيت الحاج عبد الرضا الماشطة بقوله، (سمعت رجالاً من أهل المحلة (جبران) يتهامسون بينهم فقال أحدهم هامساً، أن الجواسيس رفعوا إلى القيادة أن الحاج عبد الرضا الماشطة آوى بعض رجال القبائل الذين دخلوا الحلة في الليلة الآنفة الذكر، وأن بعض الجنود جاؤوا بأمر القيادة فأخرجوا النساء والأطفال من داره وضربوها بالقنابل).
وتجلّت مناصرة معظم الحلّيين للثورة من خلال المراسلات مع قادتها من المراجع ورؤساء العشائر، وعبروا عن آرائهم ومواقفهم المساندة لها بالعديد من الأنشطة والفعاليات، فقد تصدر السيد صالح الحليّ، والشيخ محمد الشهيب، والشيخ عبد الكريم الماشطة، وآخرين الاجتماعات في المساجدِ محركين مشاعر الناس بخطب داعمة للثورة بعدما تبين لهم أن المستعمر لا يفهم إلا لغة القوة.
وقضية اعتقال الشيخ عبد الكريم الماشطة مع عدد من أفرادِ عائلته في خضمِ أحداثها متداولة بين الحلّيين حيث وجهت له ولأخويه الحاج عبد الحليم والحاج عبد الحكيم تهمة إشعال روح الثورة، وإطلاق العيارات النارية على طائرة بريطانية، وبأثر ذلك مكثوا فترة في المعتقل إلى أن أطلق سراحهم بعد نجاح وساطة الحاج عبد الرزاق الشريف، وهو أحد وجهاء المدينة ورئيس بلدية الحلة آنذاك، وقيل أنهم كانوا عرضة لعقوبة الإعدام لولا تلك الشفاعة.
وبعد الانتصار في معركة الرارنجية التي وقعت يوم 24 تموز، وضربت مثلاً رائعا في البطولة والفداء، شرعوا الثوار بالهجوم على مدينة الحلة في نهاية تموز، إلا أن ذلك لم يتكلل بالنجاح للأسباب عديدة، ولعل من أهمها تفوق القوات البريطانية، من حيث العدد والمعدات والتحصينات المنيعة، بالإضافة إلى دور بعض شيوخ العشائر الموالي للإنكليز أو المتردد عن مساندة الثوار، ولم يخف أحد رجال الثورة السيد محمد علي كمال الدين في مذكراته الحسرة على عدم تحقيق ذلك، حين قال (لانقلب اتجاه الثورة وأصبح الفرات كله بيد الثور تقريباً، وتتجه الثورة نحو دجلة)، وهو محق في ذلك، لأنها أصبحت مثابة للقوات البريطانية في انطلاقها لوأد الثورة والسيطرة على ريف الحلة ومدن الفرات الأوسط، وكان آخر بلاغ أصدره المندوب السامي البريطاني في العراق في يوم 26 تشرين الثاني 1920، معلنا انتهاء العداء الذي كان قائماً مع عشائر الشامية.
فالحلة مدينة احتضنت المدارس الدينية الكبرى وقد توجه لها ومنذ عهد العباسيين مئات من طلبة العلوم المختلفة فكانت موطنا للمثقفين والعلماء في وقت كانت المدن في عهد العثمانيين تلفها غيوم الظلام نتيجة السيطرة والقهر الفكري الذي مارسه المحتلون فهذا المناخ الصحي في الحلة أنجب قادة رأي وفكر يمارسون الكتابة والشعر والتعبير عما يجيش في صدورهم تجاه الوطن ومخاضاته أيام الاحتلال العثماني ومن ثم البريطاني.

### الإنتفاضة الشعبانية

عراقي يحمل السلاح ضد النظام

بعد انتهاء حرب الخليج الثانية عام 1991م وانسحاب الجيش العراق انطلقت الإنتفاضة الشعبانية في الجنوب حتى وصلت إلى مدينة الحلة، حيث اندلعت شرارة الانتفاضة الشعبانية فيها يوم 3 آذار تمكن فيها الثوار المنتفضون من السيطرة على مدينة الحلة، وطرد عناصر حزب البعث منها ولكن لم تدم السيطرة طويلا حتى شن الحرس الجمهوري مدعوما بوحدات من الجيش هجوماً كبيراً على المدينة باستخدام الطائرات الحربية والدبابات حتى استطاع السيطرة عليها بشكل كامل، وإنهاء حالة التمرد. وقد كان من آثار هذهِ الانتفاضة تدمير البنى التحتية وارتكاب مجازر فظيعة ضد المدنيين، ودفنهم في مقابر جماعية اكتشفت بعد عام 2003.

### حرب العراق (2003 - 2016)

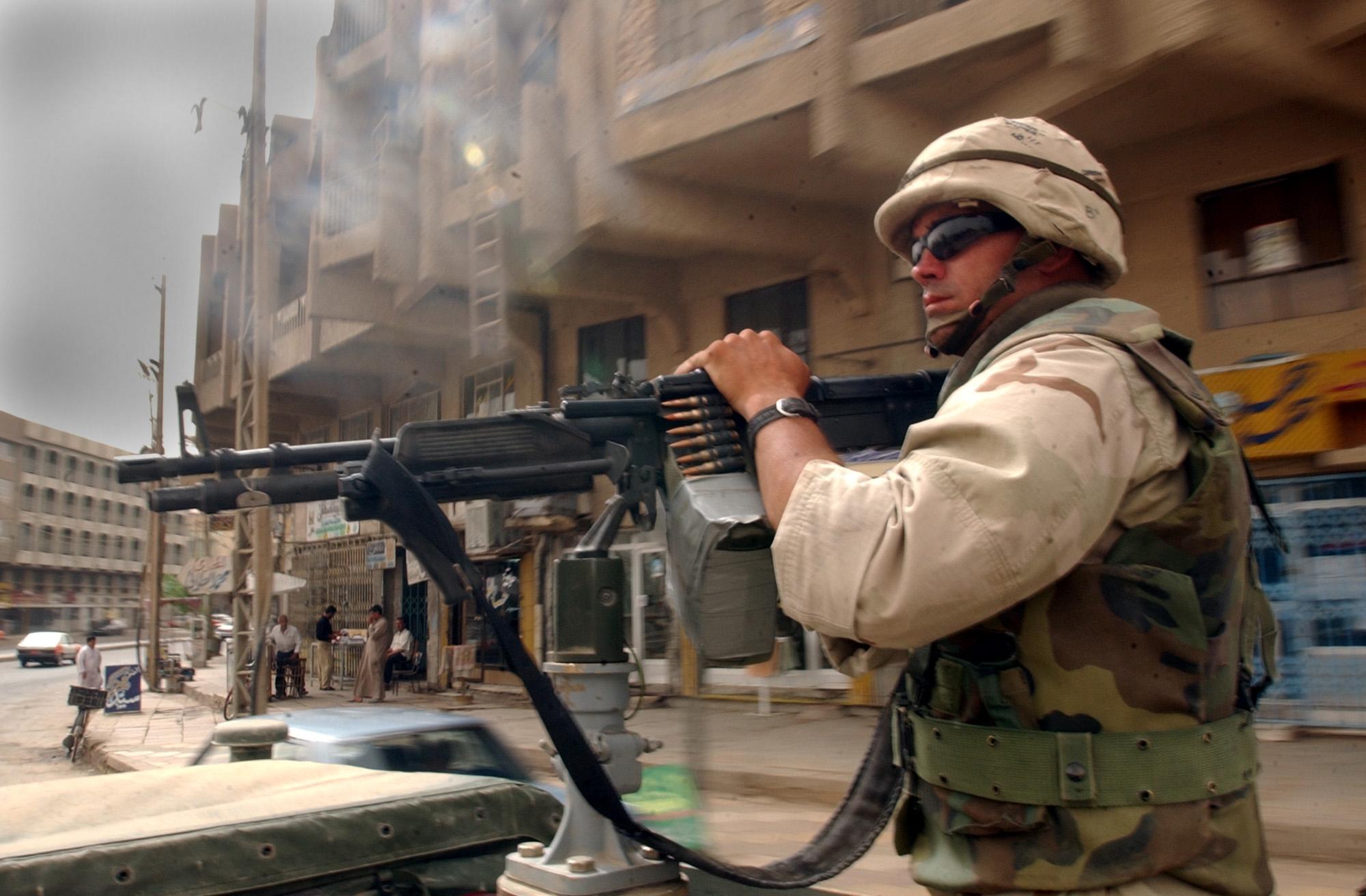
قوات أمريكية في مدينة الحلة، 27 مايو 2003م

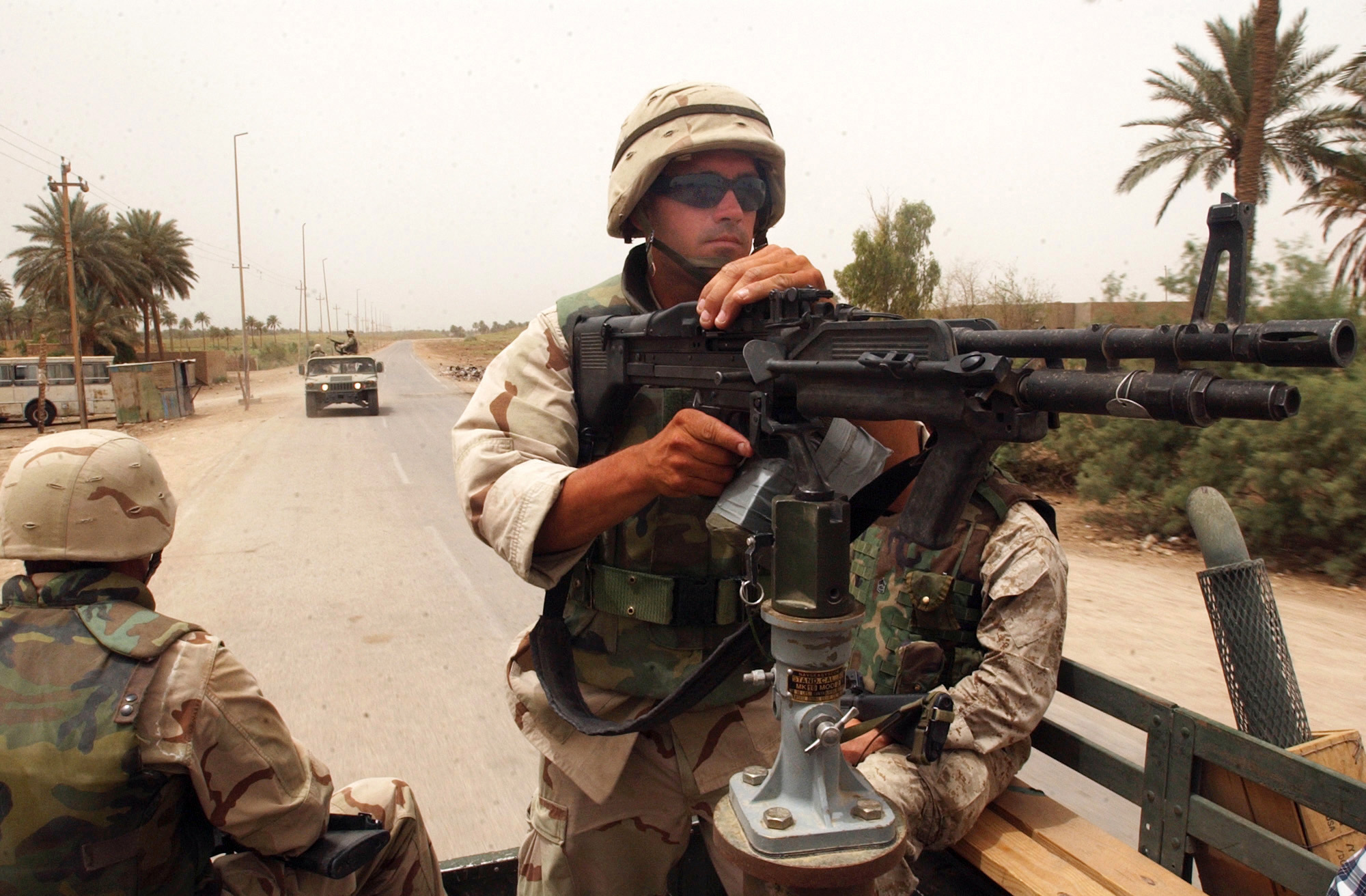
دورية أمريكية بالقرب من مدينة الحلة، 27 مايو 2003م

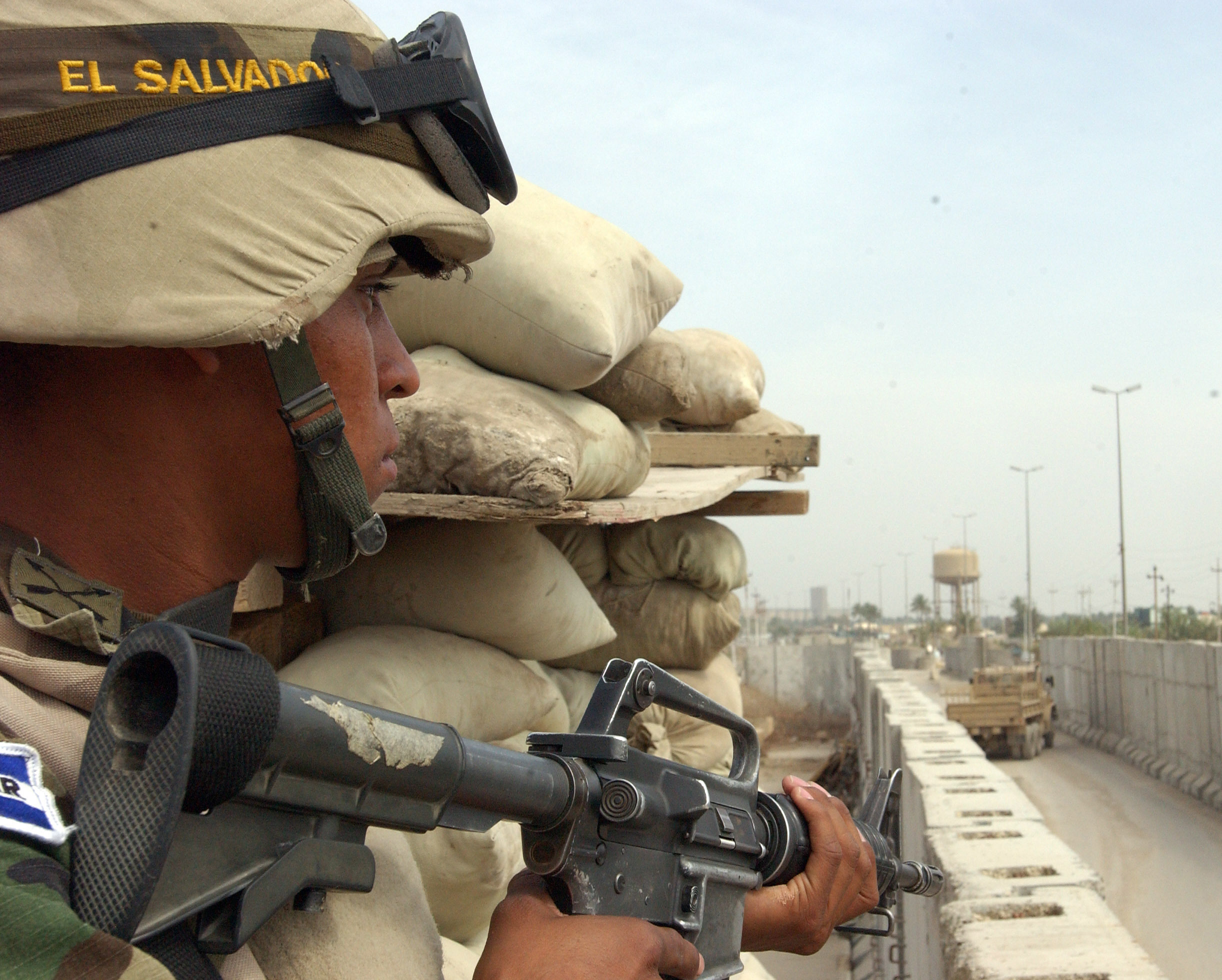
جندي أمريكي في قاعدة عسكرية، 14 أبريل 2005م

بعد بدء عملية غزو العراق، يوم 4 مايو من العام 2003م استطاعت قوات التحالف الدولي الذي تقوده الولايات المتحدة الدخول إلى مدينة الحلة التي كانت تعتبر بوابة بغداد الأولى للدخول إلى العاصمة. لذلك كان لمدينة الحلة أهمية إستراتيجية واجهت فيها القوات الأمريكية مقاومة ضعيفة.
بعد تراجع الأمن في العراق، وانتشار العنف المسلح في جميع أنحاء المدن العراقية تعرضت مدينة الحلة إلى أعنف عمليات إرهابية لم تشهدها أي مدينة إلا بغداد، فقد تعرضت المدينة عام 2005 إلى تفجير انتحاري أدى إلى مقتل نحو 127 شخصا وإصابة أكثر من 140 آخرين بجروح، وقد تبنى تنظيم القاعدة هذه العملية وأعلن اسم منفذ هذه العملية يدعى رائد منصور البنا ولد في الأردن.
يوم 6 مارس عام 2007، استهدف انتحاريان يرتديان حزامين ناسفين نفسيهما على تجمع للمدنيين الشيعة أثناء إحياء إحدى المناسبات الدينية، ما أدى إلى مقتل نحو 200 شخص وإصابة ما لا يقل عن 250، وهو أعنف هجوم تعرضت له المدينة.<
وفي 5 مايو عام 2011، تعرضت المدينة إلى هجوم إرهابي آخر أستهدف مركزا للشرطة العراقية أدى إلى مقتل 40 مجندا وإصابة نحو 72 بجروح خطيرة، وجاء هذ الهجوم انتقاما إلى مقتل زعيم تنظيم القاعدة أسامة بن لادن.
وفي عام 2014م، هجوم رابع بشاحنة مفخخة يقودها انتحاري استهدف المدخل الشمالي للمدينة مما أدى إلى مقتل وإصابة نحو 200 شخص. وفي عام 2016 تعرض مدخل مدينة الحلة إلى أستهداف ثاني أدى إلى مقتل 65 شخص وإصابة 70 بجروح وقد أعلن تنظيم داعش مسؤوليته عن هذه العمليات.

## جيولوجية المدينة والثروات الطبيعية

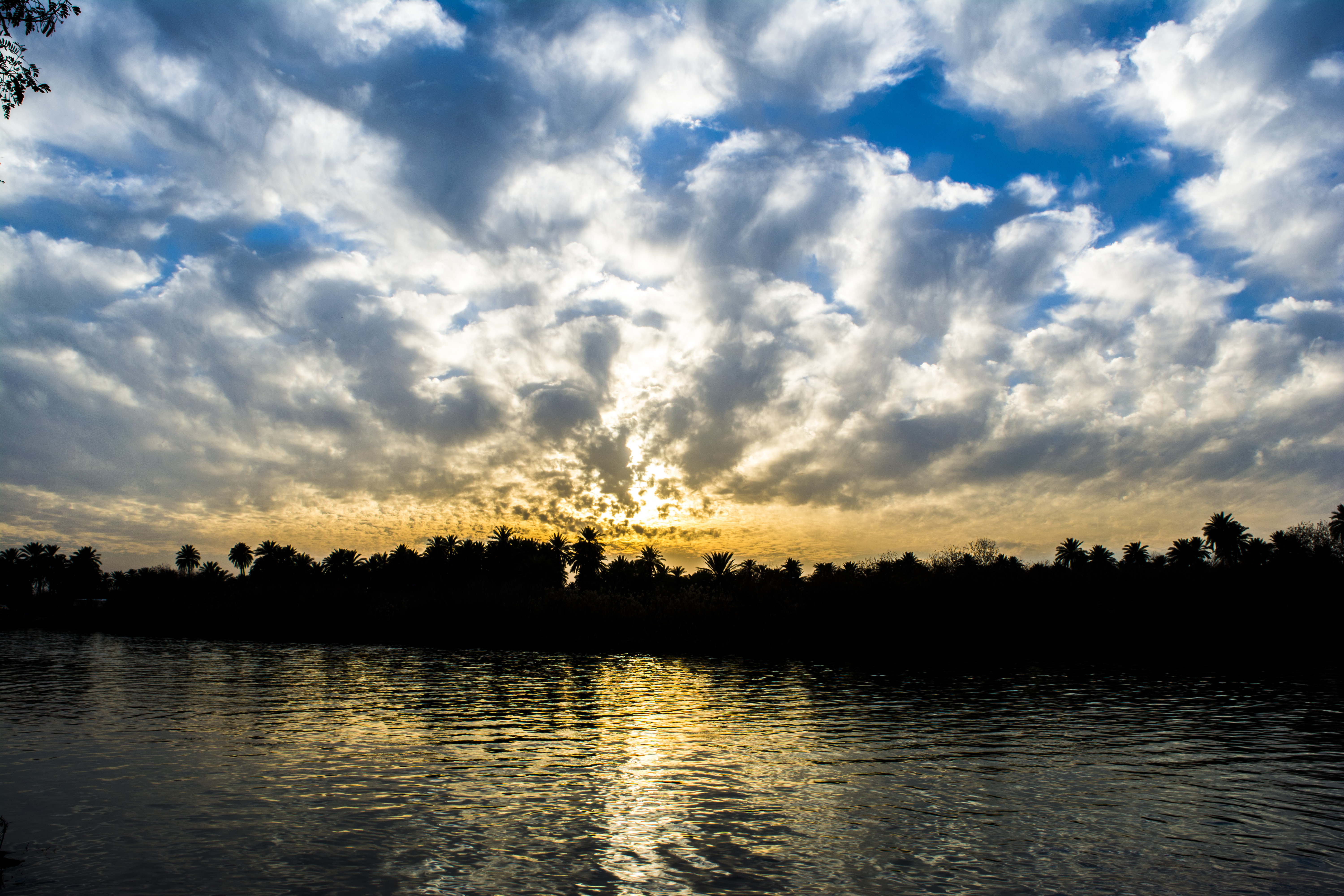
الغروب في بابل - الحلة

أكدت دراسة علمية مفصلة في جامعة بابل أن محافظة بابل غنية بثروات طبيعية غير مستثمرة من النفط والغاز والمعادن الاقتصادية والصخور الصناعية وترسبات الأنهار والمياه الجوفية التي يمكن استغلالها بتكثيف الدراسات والمسوحات الجيوفيزيائية والتعدين.
ولقد لفتت الدراسة التي أعدها الدكتور عامر عطية لفتة الخالدي رئيس قسم الجيولوجيا التطبيقية الهندسية في كلية العلوم والباحث أحمد عباس إلى أنه لقلة أعمال التحريات التي قد تكاد معدومة بالنسبة إلى محافظة بابل في هذا المجال والتي تستعرض طبيعة الثروات المعدنية المتوقعة (الكامنة) في محافظة بابل، والتي يمكن استثمارها حالياً إذ لم تحدد الكثير من المسوحات الجيولوجية والتحريات المعدنية التي خضعت لها مناطق العراق طيلة ثمانية عقود من الزمن ومن ضمنها محافظة بابل الثروات الطبيعية الكامنة وتحديد طبيعتها وتوزيعها في محافظة بابل، وفي هذا الخصوص أشارت الدراسة إلى خزين النفط والغاز باعتبارهما يعدان من أهم الثروات الطبيعية المكتشفة.

## الاقتصاد

### الصناعة

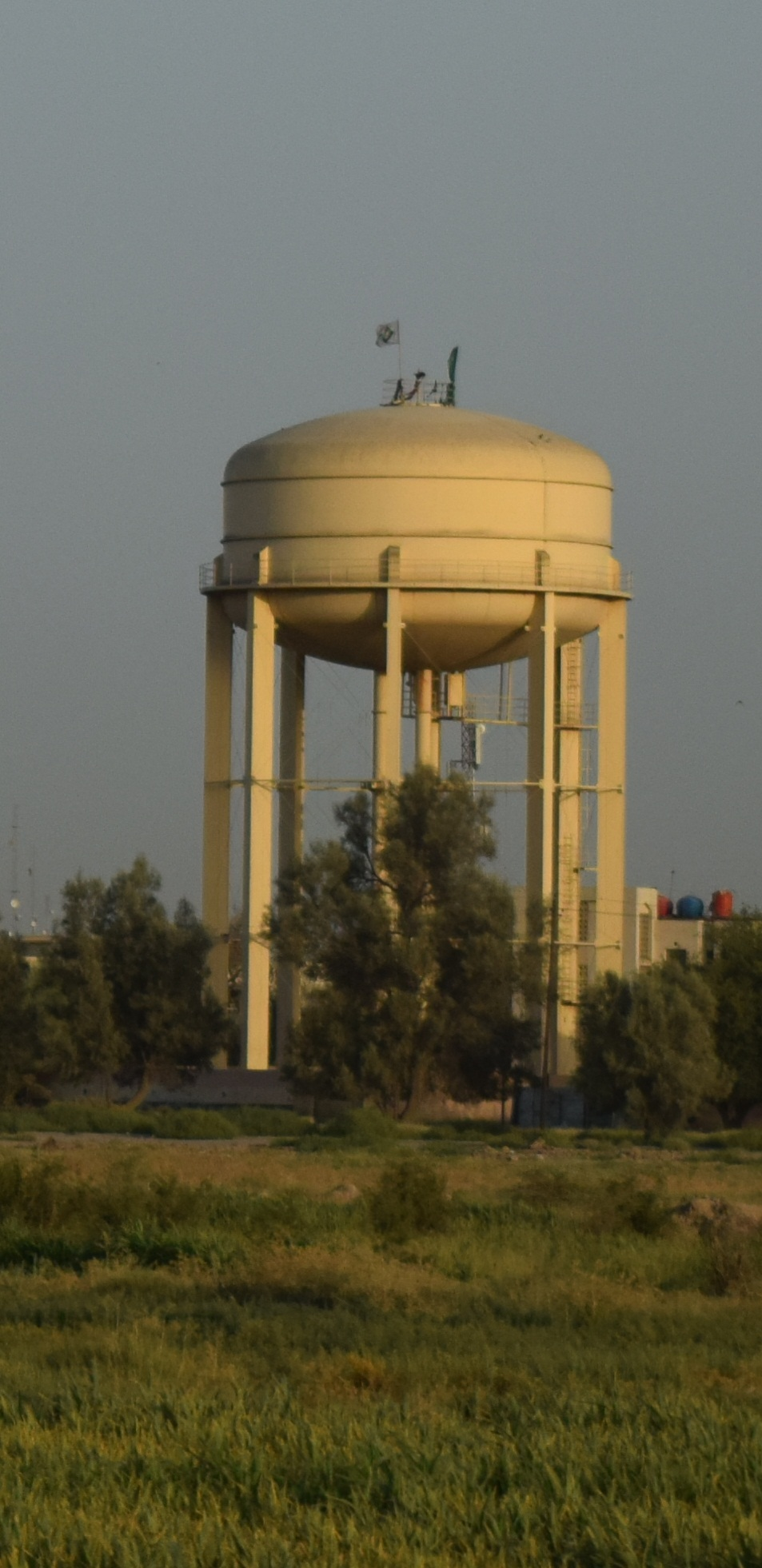
خزان ماء في الحلة

- من أهم الصناعات الرئيسية في الحلة هي الصناعة العسكرية وصناعة نسيج الأقمشة، وقد تأسست مصانع الشركة العامة للصناعات النسيجية في الحلة في عام 1967 باسم الشركة العامة للنسيج الحريري، وتضم معمل للغزل والنسيج الناعم ومعمل لقماش القديفة والجاكارد الذي تقرر إنشاؤه عام 1980، ثم اعتبرت شركة عامة تحت اسم الشركة العامة للصناعات النسيجية في الحلة في عام 1998.
- كانت محافظة بابل في نهاية القرن العشرين من أهم مراكز التصنيع للأقمشة والمنسوجات المنوعة ولا تزال تحتفظ ببعض الأيدي العاملة الحيوية والقدرات المادية المحتملة لإعادة بناء وإحياء هذهِ الصناعة.

حيث ساهمت وأنتجت الشركة العامة لصناعة السيارات التابعة للدولة والمدعومة من الحكومة التي تقع في منطقة الإسكندرية هياكل الحافلات وقامت بتركيب وتركيب جميع المركبات بالكامل. كما أنها قامت يتجميع نصف المقطورات.
- كما قامت الشركة العامة للصناعات الميكانيكية التي تقع في محافظة بابل. بتوظيف ما يقارب 4000 موظف حيث قامت الشركة بإنتاج الجرارات ومعدات زراعية وأدوات أخرى.
- مصنع القدس للأسلحة يقع أيضاً في الإسكندرية.
- من أهم المشاريع الآن هو مشروع الأكياس لإنتاج الأكياس بنوعيها المنسوجة لتعبئة مادتي الطحين والأسمدة وأكياس النفايات البلاستيكية مع إمكانية طباعتها بثمانية ألوان إذ تم تشغيل المشروع فعليا وتمكن من إنتاج وتسويق ما يقارب ثلاثة ملايين كيس مختلف الأنواع.
- تم تشغيل معمل قماش قديفة بابل بعد تجهيزه بمكائن حديثة سويسرية المنشأ بقيمة 3 ملايين دولار تم استغلالها من المنحة الأمريكية المقدمة للشركة وتجهيزه بمعمل خياطة عملاق وبدأت بتسويق منتجاته إلى وزارة الصحة والصناعة وغيرها من الوزارات.
- كما يوجد في الحلة صناعة الدبس من التمر المتوفر بكثرة في المحافظة حيث يعد من الصناعات المهمة في المحافظة إضافةً إلى صناعة المشروبات الغازية مثل شركة كوكا كولا وبعض الشركات الأخرى.

### الزراعة والثروة الحيوانية
من ناحية الأنشطة الاقتصادية في محافظة بابل فهي تتركز حول الزراعة:
» %25 من الأيدي العاملة في محافظة بابل وظفت في القطاع الزراعي.
» بالرغم من حجم المحافظة الصغير فقد أنتجت بابل محصولاً من التمر في عام 2003 يفوق ما أنتجته المحافظات الأخرى بمقدار (277.000 طن).
» أنتجت محافظة بابل أيضاُ كميات كبيرة من الذرة الحنطة والشعير. وهنالك عدة مستودعات للحبوب[ ؟ ] في المحافظة.
» كما وأن قد افتتح معمل لتعليب التمور الذي بلغت كلفته الإجمالية 3 مليارات دينار وأن المعمل يعد إنجازا كبيرا كونه يسهم في تطوير القطاعين التجاري والزراعي على مستوى الإنتاج والتسويق وأن محافظة بابل تعد من المحافظات الرائدة في إنتاج وتسويق التمور إذ يزيد عدد النخيل فيها على 3 ملايين نخلة كما أنه تم تخصيص مبلغ 50 مليون دولار للاستثمارات الزراعية في المحافظة.
» تطوير الثروة الحيوانية من خلال حصر أعداد الحيوانات الموجودة في العراق ونوعيتها، فضلا عن وضع الحلول الكفيلة لمنع إصابتها بالأمراض. وأن الثروة الحيوانية في العراق تواجه مشكلة الأعلاف التي وجدت على خلفية شح المياه في نهري دجلة والفرات، فضلا عن قلة سقوط الأمطار.

### الصناعات اليدوية
تميز العراق كغيره من البلدان بصناعاته الكثيرة ومنها الصناعات الشعبية أو مايطلق عليها بالصناعات اليدوية وهي منتشرة وكثيرة وخاصة في محافظة بابل التي تعد من المحافظات التي تميزت بإنتاج مثل هذه الأعمال والصناعات وبعد الثورة الصناعية ودخول البضاعة الأجنبية التي تعد أسعارها رخيصة قياسا إلى المنتجات الأخرى التي تنتج داخل العراق قامت هذه السلع والمنتوجات بمزاحمة المنتجات والبضائع التي تصنع يدويا في العراق ومنها صناعة السجاد والعباءة الرجالية والسلال والحصران والأسرّة وغيرها من المنتجات حيث تتميز مناطق الشارع السياحي بالعديد من المنتجات الصناعية المصنوعة يدويا وخاصة في قرى الدولاب وكويخات والنخيلة والسادة وفنهرة وجميعات وبيرمانة والحصين والرواشد حيث تتميز هذه القرى بصناعة العديد من الصناعات التي تدخل فيها سعف النخيل ومخلفات الأشجار الأخرى في صناعتها ومنها صناعة الحصران والمكانس والسلال والصحون الكبيرة (الطبك) وكذلك مهد الطفل المصنوع من خوص النخيل ونباة الحلفة وكذلك صناعة الأسرّة وغيرها.

### معرض بابل الدولي للاستثمار
تم افتتاح بمحافظة بابل في الحلة، عام 2012، معرض بابل الدولي بنسخته الأولى بمشاركة 70 شركة، 22 منها أجنبية و48 شركة عراقية، 22 منها أجنبية من السويد، وإيطاليا، والصين، وكوريا الجنوبية، وتركيا، و48 شركة عراقية وأن الشركات العارضة مختصة بمجالات مثل البناء، والكهرباء، والاتصالات، والمكائن الثقيلة، فضلاً عن مشاركة شركات استشارية. وأن المعرض الذي يستمر ثلاثة أيام، يتضمن إقامة مؤتمر بمشاركة ممثلي عدد من الشركات الأجنبية والمحلية. ومن مميزات جعل المحافظة محط أنظار المستثمرين من جميع أنحاء العالم، منها موقعها في وسط العراق، ويمر فيها جزء من نهر الفرات، كما وتوجد فيها قاعدة صناعية كبيرة وأراضي زراعية، إضافة إلى وجود حضارة بابل مما يجعلها مفتاحا اقتصاديا مهما في القطاع السياحي وكذلك قربها من العتبات الدينية المقدسة. كما وبعد معرض بابل الدولي تظاهرة اقتصادية كبيرة في بابل والعراق بصورة عامة، وبداية طيبة في عمليات تجارية كبيرة وبداية لعمليات استثمار كلها تصب في إعادة إعمار العراق وتنمية هذا البلد. وأن بابل أخذت تستقطب شركات استثمارية عربية وأجنبية لما تتمتع به من أمن واستقرار، وحاجتها إلى عدد من المشاريع الكبيرة منها البنى التحتية.

## الصحة
تفتخر محافظة بابل بأنها تمتلك 10 مستشفيات مع 1200 سرير. في بداية عام 2005 أعلنت دائرة الصحة المحلية بعض الخطط لبناء مستشفى عدد 2 بواقع 50 سرير لكل مستشفى بالقرب من قضاء الكفل والشوملي. المستشفيات الرئيسية في الحلة ستتلقى أيضاً ترميمات رئيسية. خطة الموظفين الرئيسية هي لرفع مستوى تدريب العاملين في مجال التمريض وإعادة بناء المراكز الصحية الجديدة في كافة أنحاء المحافظة. وتحتوي مدينة الحلة على خمس مستشفيات حكومية وهن (مستشفى الحلة التعليمي، مستشفى بابل للنسائية والأطفال، مستشفى مرجان التعليمي، مستشفى النور للاطفال، مستشفى الامام الصادق (ع)التعليمي).
كما وأن الحلة قد بدأت تقيم المؤتمر الطبي السنوي منذ عام 2008 تحت شعار (بابل.. عاصمة العراق الثقافية.. مستقبل الطب في البحث العلمي). يقدم في المؤتمر عدد من البحوث العلمية التي تتناول الواقع الصحي والتعليم الطبي والصحي في البلد إضافة إلى مشاريع واسعة لدعم البحوث الصحية والطبية في المستقبل وعلى هامش المؤتمر نظم معرض للأجهزة الطبية الحديثة وعربات المعوقين الكهربائية إضافة للأدوية والعلاجات.

### أبرز المستشفيات
1. مستشفى الحلة التعليمي العام (حي الإسكان)
2. مستشفى بابل للنسائية والأطفال (باب مشهد)
3. مستشفى مرجان التعليمي (حي الجزائر)
4. مستشفى الإمام الصادق التعليمي (حي الأكرمين)
5. مستشفى النور للأطفال (حي الخسروية)

```
(تقع المستشفيات الخمسة السابقة في مدينة الحلة)
```

1. مستشفى الكفل العام (ناحية الكفل)
2. مستشفى الهاشمية العام (قضاء الهاشمية)
3. مستشفى الشوملي العام (ناحية الشوملي)
4. مستشفى القاسم العام (ناحية القاسم)
5. مستشفى المحاويل العام (قضاء المحاويل)
6. مستشفى الإمام علي العام (ناحية المشروع)
7. مستشفى الإسكندرية العام (ناحية الإسكندرية)
8. مستشفى المسيب العام (قضاء المسيب)
9. مستشفى ابن سيف للأطفال (قضاء المسيب)
10. مستشفى الزهراء للنسائية والتوليد (قضاء المسيب)
11. مستشفى المدحتية العام (قضاء الحمزة الغربي)

إضافة للمراكز التخصصية:
1. مركز شهيد المحراب لقسطرة وجراحة القلب
2. مركز الفرات الأوسط للجهاز الهضمي
3. مركز بابل للأمراض الصدرية
4. مركز الحساسية والربو
5. المركز التخصصي لطب الأسنان
6. مركز الفرات الأوسط للأمراض السرطانية[16]

## السكان

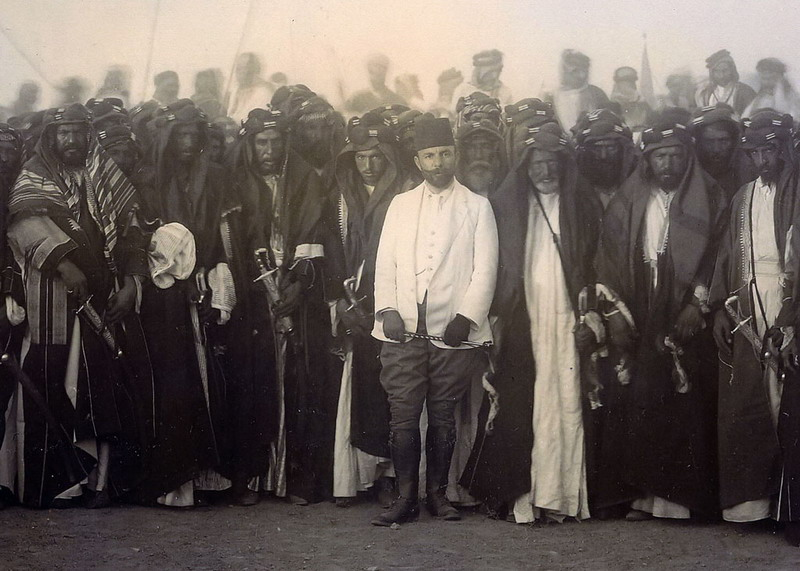
صورة أحمد جمال باشا والي بغداد في الدولة العثمانية، في احتفالات إتمام سدة الهندية في نهر الفرات بالقرب من الحلة، يتوسط قادة عشائر جنوب العراق مع بعض وجهاء الحلة

يذكر إحصاء أجرته السلطات البريطانية قبل إبريل/نيسان عام 1920م أن مجموع سكان لواء الحلة (محافظة بابل حالياً) كان حوالي 175 ألف نسمة. وقد توزع السكان وفقاً للمجموعات الدينية التالية:
| الفئة       | العدد   | النسبة المئوية |
| ----------- | ------- | -------------- |
| مسلمين شيعة | 155,897 | 90.1%          |
| مسلمين سنة  | 15,983  | 9.2%           |
| يهود        | 1,065   | 0.6%           |
| مسيحيون     | 27      | أقل من %0.1    |
| ديانات أخرى | 28      | أقل من %0.1    |
| المجموع     | 175,000 | 100%           |

خانة ديانات أخرى تشمل الصابئة المندائيون عادةً. تعد محافظة بابل بشكل عام ذات غالبية عربية شيعية، يتركز الشيعة في مدينة الحلة وجنوب محافظة بابل وكذلك قضاء المحمودية وقضاء المسيب وغيرها من المناطق، ويشكل العرب السنة الغالبية في ناحية اللطيفية واليوسيفية وناحية جرف الصخر التي تقع شمال المحافظة وخصوصاً بعد تحويل قضاء المحمودية وبعض المدن والبلدات من نطاق محافظة بغداد إلى محافظة بابل، في حين توجد العديد من المناطق المختلطة الكثافة في المحافظة وخصوصاً وسطها مثل ناحية الإسكندرية وسنجار واللطيفية.
في عام 2003 بلغ عدد سكان بابل حوالي مليون وسبعمائة ألف نسمة ولكن بعد تحويل قضاء المحمودية ازداد عدد سكان نصف مليون نسمة وليصبح عدد السكان أكثر من مليونَي نسمة تقريباً.

## التقسيم الإداري
- قضاء الحلة (المركز)
- ناحية الكفل
- ناحية أبي غرق

## أحياء الحلة

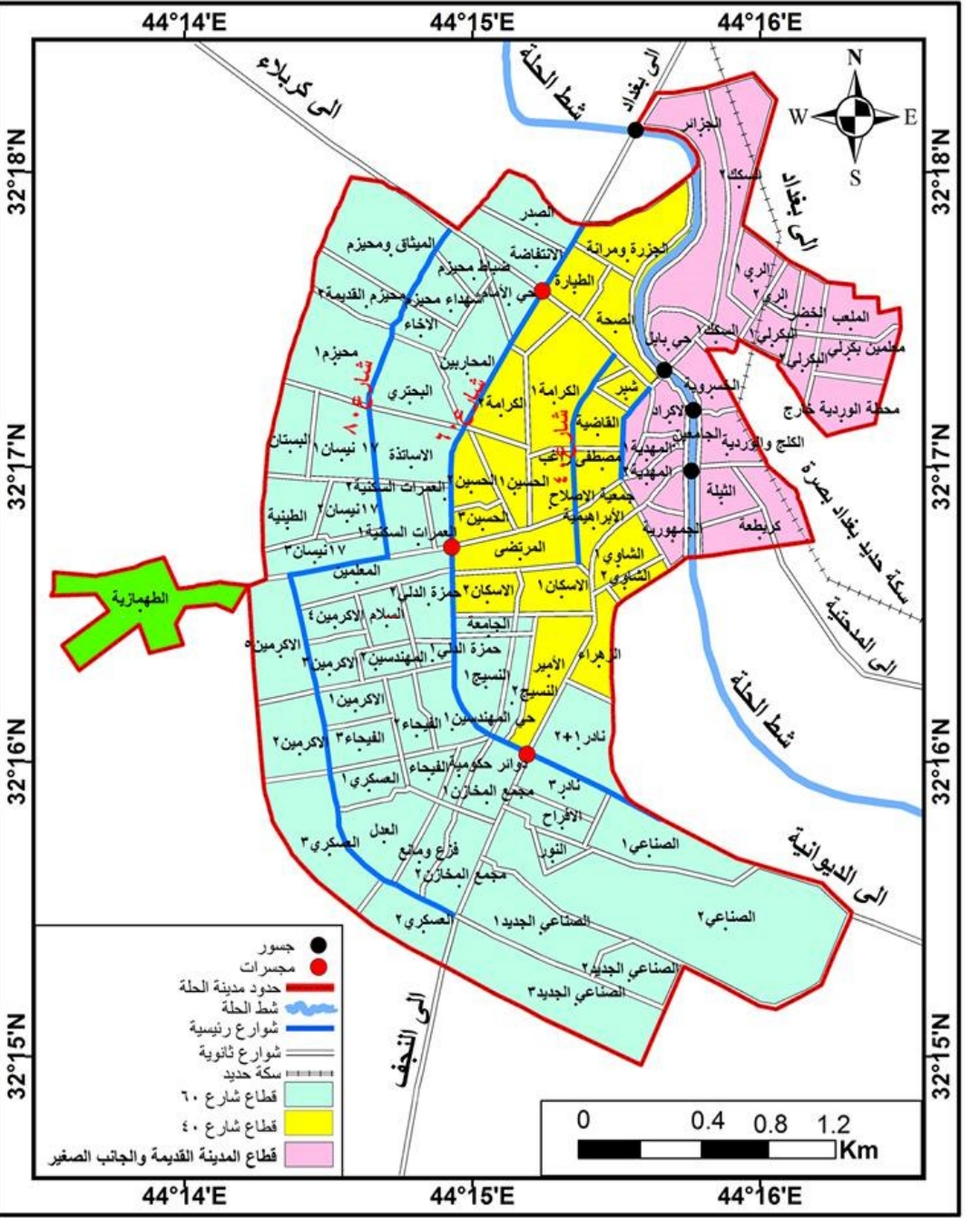
أحياء مدينة الحلة

| - المصطفى - حي الصدرين - الزهراء - التعيس - الجبران - الضباط - الحلة القديمة - حي الجامعة - حي فدك - حي الإمام - الزيوت - قرة غول - العسكري - الكراد - الطاق - الجباويين - الطهمازية - كريطعة - الخسروية - الاسكان - حي الجزائر - باب مشهد الشمس - حي الحسين - التاجية |  | - الثورة - الأكرمين - الجامعين - المهندسين - الصناعي - الشاوي - شبر - حي البكرلي - حي الامير - الكرامة - المهدية - الأساتذة - النسيج - النور - حي بابل - المحاربين - حي المرتضى - شارع الجمعية - شارع 40 - الوردية - الوردية خارج - نادر - محيزم - العتايج |

## الثقافة
تمتلك مدينة الحلة تاريخاً حضارياً واسعاً تحدثت عنه مئات الصفحات من كتب التاريخ والأدب والرجال والجغرافيا والرحلات والتراجم والمعجمات الأدبية واللغوية حيث اننا امام كم حضاري مادي وفكري، أدبي وفني، يوصف بالروعة والغزارة والثراء. وقد اختيرت مدينة الحلة كعاصمة ثقافية للعراق عام 2008م، لما تتمتع به هذه المدينة من كثرة التجمعات الثقافية والمعارض الفنية وكذلك المواهب العديدة في جميع ميادين الثقافة والفن من شعر، كتابة وموسيقى وغناء.
وقد كتب فيها عدد من الأدباء والمؤرخين العراقيين المعروفين أمثال: (السيد عبد الرزاق الحسيني، عبد القادر الزهاوي، محمد مهدي الجواهري، معروف الرصافي، ساطع الحصري، الدكتور محمد فاضل الجمالي، ذو النون أيوب، الدكتور علي جواد الطاهر، أحمد الصافي النجفي).
وقد بزغ فيها العديد من الأدباء والشعراء والفنانين منهم (الشريف الرضي وصفي الدين الحلي ومن معاصريها محمد مهدي البصير وعلي جواد الطاهر وعالم الآثار أحمد سوسة وطه باقر وأحمد سعيد وآخرون).

### الصحف
ظلت هذه المدينة العريقة مركز استقطاب لرجال العلم والثقافة والأدب فأصدرت في بداية القرن العشرين عددا من الصحف والمجلات الناضجة.
في عام 1927 صدرت أول صحيفة في الحلة وهي صحيفة (الفيحاء) وكانت صحيفة أسبوعية أدبية جامعة وجُلِبَت لها مطبعة خاصة فكانت أول مطبعة تدخل إلى مدينة الحلة وقد نحت هذه الصحيفة منحاً أدبياً إرشادياً وقد صدر منها (15) عدداً.
بعد ذلك صدرت جريدة (الفضيلة) وهي أسبوعية أيضاً ومنذ العدد (71) والمؤرخ في (12) أيار 1927 تم إصدارها في الحلة وقبل هذا العدد والتاريخ كانت تصدر في بغداد فكانت نسخة محاكية للقوالب الصحفية في صحيفة الفيحاء أبرز كتابها الشاعر محمد مهدي الجواهري والعلامة الشهرستاني والشاعر معروف الرصافي وقد صدر منها (8) أعداد ثم حجبت عن الصدور في 28 تموز 1927 ثم توالت في حقبة الثلاثينات إصدار الصحف اليومية والأسبوعية منها جريدة (حمو رابي) وهي صحيفة يومية مسائية جامعة ثم صحيفة الحلة وصحيفة اللواء وقد تميزت هذه الصحيفة بميزات لم تشهدها الصحف التي سبقتها إذ كانت تحمل طابعاً صحفياً ذا منحى انتقادي للأوضاع السياسية والاجتماعية مما حدا بالسلطة الحاكمة أن حجبت صدورها.
وقد صدرت صحف أخرى تحمل طابعاً سياسياً عاماً وأخرى ثقافياً مثل جريدة الفرات وصوت الاتحاد والتوحيد والقافلة والأماني وغيرها وصولاً إلى جريدة الفترة الرياضية التي صدرت عام 1967. وبلغ مجموع ما صدر في تلك الفترة هو (16) صحيفة و (11) مجلة ثقافية.

### المكتبات
عرفت الحلة في تاريخنا المعاصر بكثرة المكتبات العامة غير الرسمية المهتمة بنشر الكتاب والمعرفة في مختلف العلوم والاختصاصات العلمية والأدبية، مثلما كان هنالك أيضاً عديد من المكتبات الأهلية التي ساهمت في إنعاش الحياة الثقافية فيها من أقدمها مكتبة الفرات عام 1925، أدرجت في الدليل التجاري لبلاد الشرق الصادر في بيروت سنة 1936، ومكتبة المعارف عام 1930، ومكتبة الرافدين عام 1953. وكما ينتسب لها الشاعر صفي الدين الحلي والعلامة الحلي ابن المطهر وآل طاووس وسيد حيدر الحلي ومحمد مهدي البصير وطه باقر.
فمدينة الحلة شأنها في ذلك شأن مدن العراق الأخرى، هذا إلى جانب ما تتمتع به من تأريخ علمي زاخر لا زالت آثارهُ وشواهدهُ شاخصة، مثل ابن إدريس الحلي، والعلامة الحلي، وأبناء طاووس وغيرهم الكثير، ولقد تأسست أول مكتبة فيها عام 1920، وبمرور الزمن تأسست مكتبات أخرى حتى عرف الشارع بشارع المكتبات الذي يزدحم نسبياً بعد الدوام الرسمي وايام العطل، التي هي المتنفس الطبيعي للموظفين والطلاب ولبعض الناس، حيث يتحررون من قيود العمل.
وقد شهدت السبعينيات من القرن الماضي انتكاسة في عالم الكتب، وعلى أثرها تتحولت الكثير من المكتبات إلى محلات بيع القرطاسية مثل مكتبة الدار الوطنية ومكتبة الفرات ومكتبة المعارف، بسبب وضع النظام السابق قيوداً كبيرة على تداول الكتاب ونشره وطباعته، واختفى بسبب ذلك اسم الشارع (سوق المكتبات) وتحول إلى اسم جديد هو (السوق الكبير). وبمجرد سقوط النظام عادت الحياة إلى هذا الشارع، وانتعشت مكتبات الحلة أخيراً وبدأت تزدحم رفوفها بمختلف مصادر المعرفة وألوان الثقافة، وخصوصاً وان عملية استيراد الكتب حرة لا تخضع لرقابة بل إن هناك من المكتبات من تخصص بلون واحد من الكتب، مثل مكتبة ابن خلدون التي تتداول الكتب العلمية البحتة والمراجع الجامعية في مختلف الاختصاصات، لذلك نرى أن هناك إقبالاً شديداً على شراء الكتب وحيازتها بعد أعوام من الجدب الثقافي.
أما المعاناة التي تواجه أصحاب المكتبات في الوقت الحاضر فهي متمثلة بغلاء أسعار النقل والايجارات والطباعة العراقية المتخلفة عن غيرها من البلدان، وخصوصاً لبنان وإيران، فضلاً عن الفوضى الإدارية التي جعلت من محلات الحدادة والنجارة وغيرها تزاحم المكتبات بالإضافة إلى الضوضاء ومخلفاتها التي تعكس البؤس الحضاري الذي وصلنا اليه.
```
ومن أقدم وأهم المكتبات في الحلة:
```

مكتبة الفرات والتي تأسست عام 1925
المكتبة العصرية ومطبعتها والتي تأسست عام 1927
مكتبة الرشاد والتي تأسست في أواخر الثلاثينيات
مكتبة الفيحاء والمعارف والتي تأسست بين 1940 و1942
مكتبة الرافدين والتي تأسست عام 1953
```
وهنالك بعض المكتبات التي لم تستمر طويلا منها 
(مكتبة الإرشاد، مكتبة الشباب القومي ومكتبة الجمهورية)
```

### التعليم
في بداية القرن العشرين شهدت الكتاتيب المنتشرة التي كانت تؤدي دورها في التعليم والدرس وتعلم مبادئ الأبجدية العربية وشيء من الحساب والتأكيد على حفظ القرآن الكريم وأخبار الصحابة ومناقب أهل البيت ومن هؤلاء الشيخ حاجم الذي كان يدرس تحفيظ القرآن واللغة العربية.
وحاول العثمانيون أن يؤسسوا المدارس الحديثة ومنها مدرسة (الرشدية) وكان موقعها في سوق الهرج حالياً وكانت تدرس موادها باللغة التركية، وأن أول مدرسة ابتدائية في الحلة هي المدرسة الشرقية تأسست عام 1918م بصف واحد فيه عشرون تلميذاً في الطابق العلوي من جامع الحلة الكبير وأول مدير لها هو السيد عبد المهدي الهلالي ثم انتقلت المدرسة إلى مبنى يقع على شط الحلة بأربعة صفوف ولم تكن هذه المدارس مستقرة لأن غالبية الطلبة يتركون هذه المدارس للدراسة في الحوزة العلمية.
وان أول مدرسة ثانوية في الحلة تأسست في سنة 1927م وهي متوسطة الحلة وتأسست في الحلة مديرية معارف الفرات سنة 1931م. والإحصاءات في يومنا هذا تدلل على التطور الذي حدث في كثرة المدارس وعدد المعلمين والطلبة نتيجة لطبيعة الحياة.
والآن يوجد عدد وافي من المدارس الابتدائية والثانوية إضافة إلى تأسيس مدارس للطلبة المتميزين لكل من البنات والبنين.
أما التعليم الجامعي في الحلة فيمكن تحديد بدايته بتأسيس معهد الإدارة سنة 1976م، والذي تكون من قسمين المحاسبة وإدارة المكتب ثم اسس قسم التكنلوجيا وفرع إدارة المخازن، وفي سنة 1980 م سمي المعهد الفني ويسمى اليوم المعهد التقني في بابل ويضم التخصصات الاتية: العلمية (المدني والمساحة والكهرباء والأجهزة الإلكترونية والحاسبات والميكانيك والمكائن والمعدات) والإدارية (المحاسبة وإدارة المخازن والإدارة القانوية وأنظمة الحاسبات) والطبية (صحة المجتمع والتمريض).
وتأسس المعهد الفني في مشروع المسيب سنة 1959 وسمي الآن المعهد التقني يضم التخصصات: التكنولوجية (الري والميكانيك والمكائن والمعدات) والإدارية (المحاسبة وإدارة المخازن) والزراعية (الإنتاج النباتي والتربة واستصلاح الأراضي والمكائن والمعدات الزراعية والإنتاج الحياتي).
لقد استحدثت جامعة بابل في 25/4/1991 م وضمت كلية الفنون الجميلة والقانون والهندسة والعلوم والتربية والتربية الرياضية والطب والتربية الأساسية والإدارة والاقتصاد والاداب والزراعة والعلوم للبنات وطب الأسنان وهندسة المواد والطب البيطري والتمريض ويتبع الجامعة عدة مراكز علمية: مركز الدراسات البابلية، مركز وثائق ودراسات الحلة، مركز الحاسبة الإلكترونية، مركز تطوير طرائق التدريس مركز تعليم المستمر.
وإن محافظة بابل تحتوي على عدة جامعات: (جامعة بابل، وجامعة القاسم الخضراء، والتي استحدثت عام 2012 في ناحية القاسم، وجامعة الرافدين، وجامعة المستقبل وجامعة الحلة ،وجامعة سومو، وكلية عشتار الجامعة ).

### الفن
لقد أنشأت مدينة الحلة العديد من الفنانين والذين أثبتوا جدارتهم في الشارع الفني والموسيقي. وإذ ذكرنا تاريخ فنانيها في مجال الفن التشكيلي يقول في ذلك الفنان التشكيلي سمير يوسف: أن العديد من الفنانين العراقيين المعروفين نزحوا إلى مدينة الحلة إبان فترة الأربعينيات والخمسينيات وحتى الستينيات ممن أثروا على أهل المدينة بفنهم وإنجازاتهم الفنية منهم الفنان حقي الشبلي والفنان التشكيلي فرج عبو الذي درس الفن في مدارسها وممن عملوا أيضا في مجال التربية والتعليم وقاموا بتدريس الفنون المدرسية هو الفنان فاضل سعيد الذي قام برسم العديد من المواقع المشهورة في مدينة الحلة.
لكن الدور المهم والكبير يرجع إلى الفنان الرائد سلمان داوود الذي عرف من قبل جميع أهالي الحلة من خلال تدريسه للفن في المدارس وعرف في عمل النصب والتماثيل أهمها تمثال الجيش والشعب عام 1959 وتمثال النافورة في حي بابل وتمثال الأسد في متنزة حي بابل وتمثال الأم عام 1974 وتمثال حمورابي الموجود حاليا قرب مدينة بابل الأثرية.
وفي السبعينيات انتعشت الحركة الفنية في المحافظة وبرز جيل من الشباب أخذوا على عاتقهم تنشيط الحركة الفنية.
ويعتبر تأسيس نقابة الفنانين في عام 1975م، أهم منجز حققه الفنان البابلي في تلك الفترة حيث شكلت أول لجنة تحضيرية لتقود حركة الفن في المحافظة من قبل عدد من الفنانين المعروفين، وفي هذه الفترة عرفت الحلة بأعمال النصب والتماثيل التي انتشرت في أماكن متعددة من المدينة وفي عام 1980 افتتحت كلية للفنون الجميلة في المحافظة لتكون منجزاً جديداً يضاف إلى تاريخ المدينة وبرزت أسماء كثيرة في مجال الفن التشكيلي كان لها الأثر في الحركة الفنية في المحافظة.
```
ومن ناحية الموسيقى والغناء فد أخرجت الحلة عددا من الفنانين الراقين كـ
(حسام الرسام، سعدي الحلي، شذى حسون وغيرهم)
. كما قد اعتاد الموسيقيون العزف على منصة المسرح البابلي في المهرجانات التي تقام من حين لآخر وعزف أجمل السمفونيات والأغاني.
```

### مهرجان بابل الدولي
فإن الحلة مشهوره بقيامها لـمهرجان بابل الدولي وهو يضم عدد من الفعاليات الثقافية التي تعبر عن عراقة هذه المدينة والبلد ومنها معارض للفنون التشكيليه وعدد من المسرحيات والأفلام وبعض العروض الكلاسيكيه ويشارك في هذا الحدث عدد كبير من المفكرين العرب والأجانب.
ولقد أُقيم أول مهرجان في تشرين الأول من عام 2010 لكنه لقي بعض الصعوبات تمثلت بمنع الحكومة المحلية للفعاليات الموسيقية والغنائية، بعد مطالبات رجال الدين في المدينة بمنع هذه العروض باعتبارها تمثل انتهاكا للشريعة الإسلامية. ونظم مهرجان بابل الدولي لأول مرة في ظل النظام السابق عام 1986 وحملت الدورة الأولى له اسم “من نبوخذ نصر إلى صدام حسين بابل تنهض من جديد”، فيما توقفت الحكومة العراقية عن تنظيم المهرجان بعد عام 1992 وعادت لتستأنفه في السنوات الأخيرة التي سبقت الحرب في عام 2003. وقد أٌقيم هذا المهرجان آخر مرة في شهر مايو من عام 2012 وقد لاقى نجاحا كبيرا وتضمن تنظيم مهرجان بابل الشعري العالمي بمشاركة 45 شاعراً يقدمون على مدى ثلاثة أيام قراءات شعرية مع ترجمة عربية - إنجليزية وممثلين للقراءة مع الشعراء الأجانب وفعالية (ندوة بابل للقصة والرواية) وهي فعالية للسرد الأدبي (قصة قصيرة ورواية) بمشاركة خمسة عشر روائياً وقاصاً عراقياً وعربياً وفعالية (ندوة بابل الثقافات العراقية) وهي مخصصة للثقافات العراقية (كردي- تركماني- آشوري) بمشاركة خمسة عشر أديبا وأكاديميا عراقياً مع ترجمة إلى العربية.
وكذلك تتضمن أيضا إقامة مؤتمر (بابل لحوار الحضارات) وهو عبارة عن فعالية لحوار الحضارات عن التسامح الديني في المجتمعات المتعددة بمشاركة عشرة باحثين عراقيين وعرب وأجانب (مترجمة عربي-إنجليزي) على أن تطبع لاحقا في كتاب، وعقد (ندوة الحلة في العصر المزيدي) وهي فعالية رئيسة عن تاريخ مدينة الحلة الفيحاء ودورها الثقافي العالمي وتعقد بمشاركة ستة أكاديميين وباحثين وتطبع الندوة في كتاب بعد ذلك واحتفالية بابل الموسيقية وهي فعاليات موسيقية راقية تغذي الروح وتبتعد عن الإثارة الحسية والغرائزية وتقسم إلى قسمين، يتضمن الأول عقد ورشة العود بمشاركة عدد من العازفين على آلة العود من العراقيين والعرب إضافة إلى عازفين من تركيا وإيران، أما القسم الثاني فيتضمن استضافة الفرقة السيمفونية العراقية في فعالية رئيسة وكذلك استضافة عازفين أجانب وفرقة للغناء الصوفي، فضلا عن إقامة معرض بابل للكتاب، وهو معرض شامل للكتاب العربي بمشاركة عشر دور نشر عراقية وعربية وسيقام في أحد شوارع الحلة القديمة. ومن بين فعاليات المهرجان إقامة مقهى بابل الثقافي الذي يتضمن فعاليات تنظم بمشاركة عشرين شاعراً وروائيا ومسرحيا وتشكيليا وموسيقياً تقسم على أيام المهرجان قبيل الفعاليات الرئيسة في موقع يعد لهذا الغرض على ضفة نهر الحلة، لتعد مهرجانا رديفاً يخصص للفعاليات المفردة وأيضا إقامة فعالية (مسرح بابل) وهي فعالية خاصة بالمسرح العراقي تتضمن ندوة وعروضا مسرحية بمشاركة عشرين مسرحياً، إضافة إلى إقامة فعالية (رواق بابل العالمي للفنون التشكيلية) وهو عبارة عن معرض مشترك لثلاثين فناناً عراقياً وعربياً وعالمياً مع كتاب من الحجم الكبير ملون ومجلد للتعريف بالفن التشكيلي العراقي وبالمشاركين، على أن توزع العروض بين معارض ومؤسسات ثقافية عديدة.

## معالم الحلة

### المواقع الأثرية

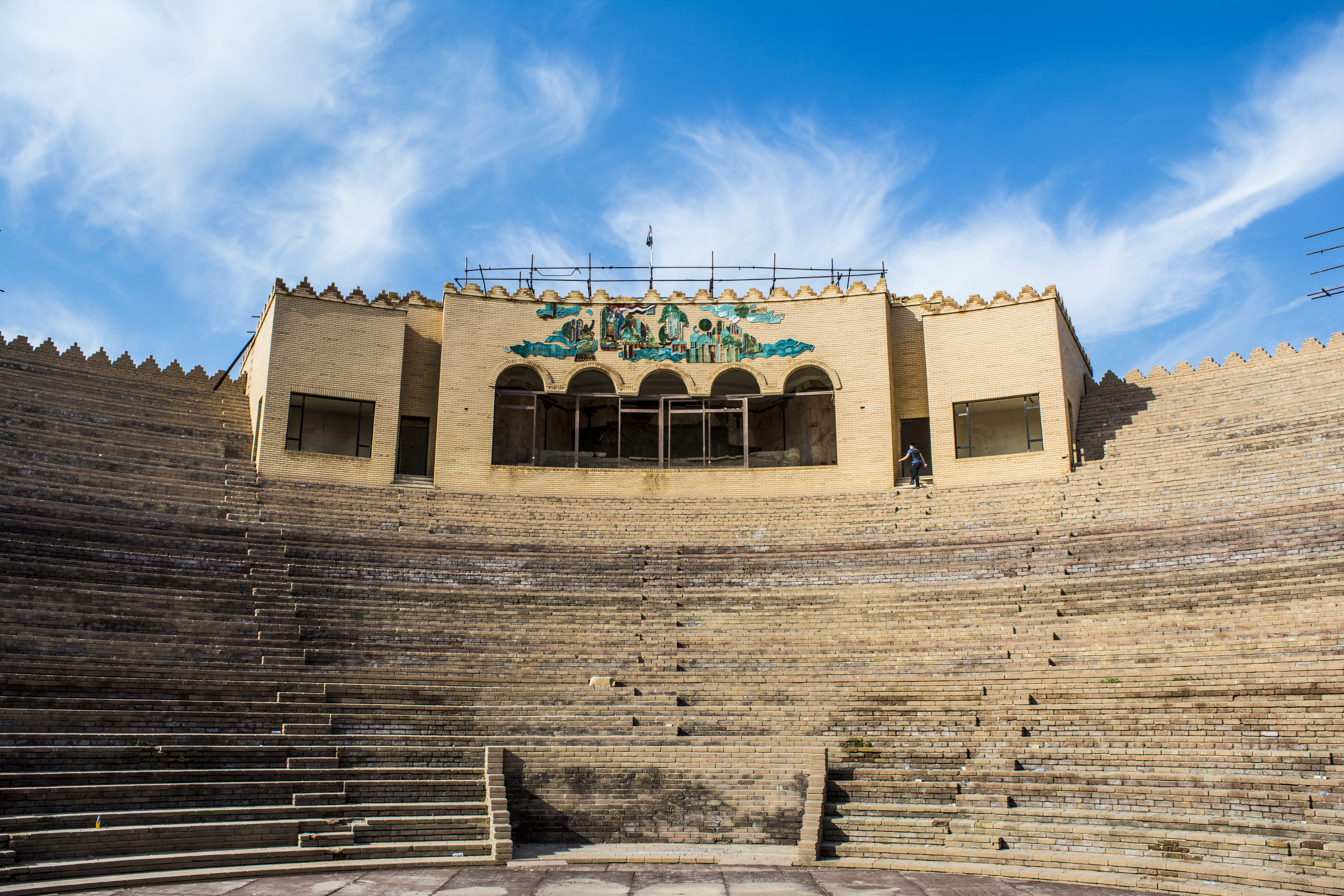
المسرح البابلي

تنعم الحلة الفيحاء (اليوم) بآثار وشواخص امتزجت معالمها بين حضارات متعددة (وثنية وموحدة)، (عربية وإسلامية) وبالرغم من تقادم السنين إلا أنها تنبض بالحياة وتؤرخ لهذه المدينة أصالتها وعمقها الحضاري ومن هذه المناطق:

#### آثار بابل

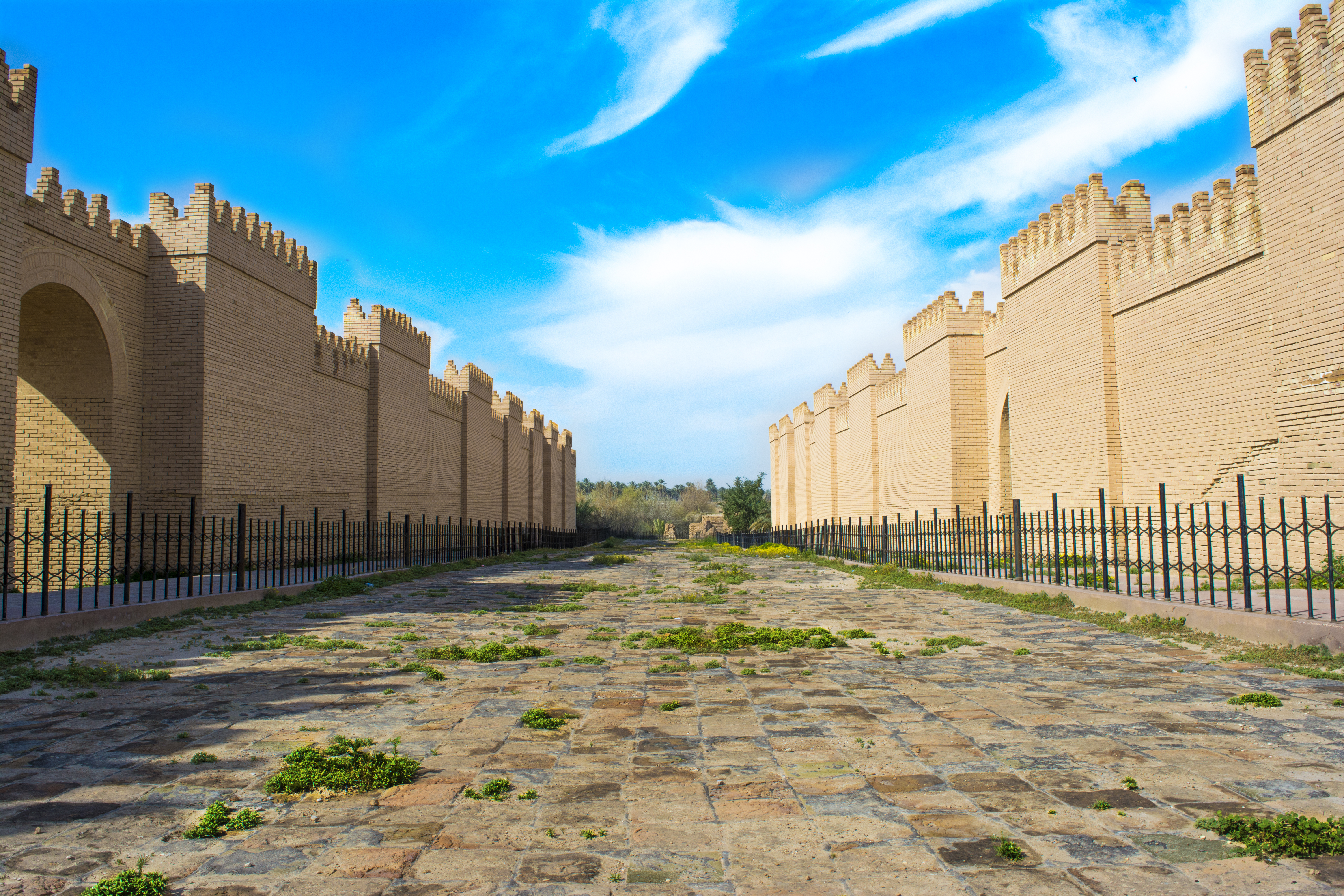
بابل التاريخية

تقع على بعد 5 كم شمال مدينة الحلة وغدت أشهر مدينة في العالم القديم والحديث وأصبحت أعجوبة العالم القديم ولا سيما بعد أكبر اتساع لها على يد الملك البابلي المشهور نبوخذ نصر (605-562 ق.م) حتى صارت عنوان حضارة وادي الرافدين جميعه، تسمى بلاد بابل (بابلونيا)، وتعتبر أسوارها وجنائنها المعلقة من عجائب الدنيا السبع.

#### آثاركيش(تل الأحيمر)

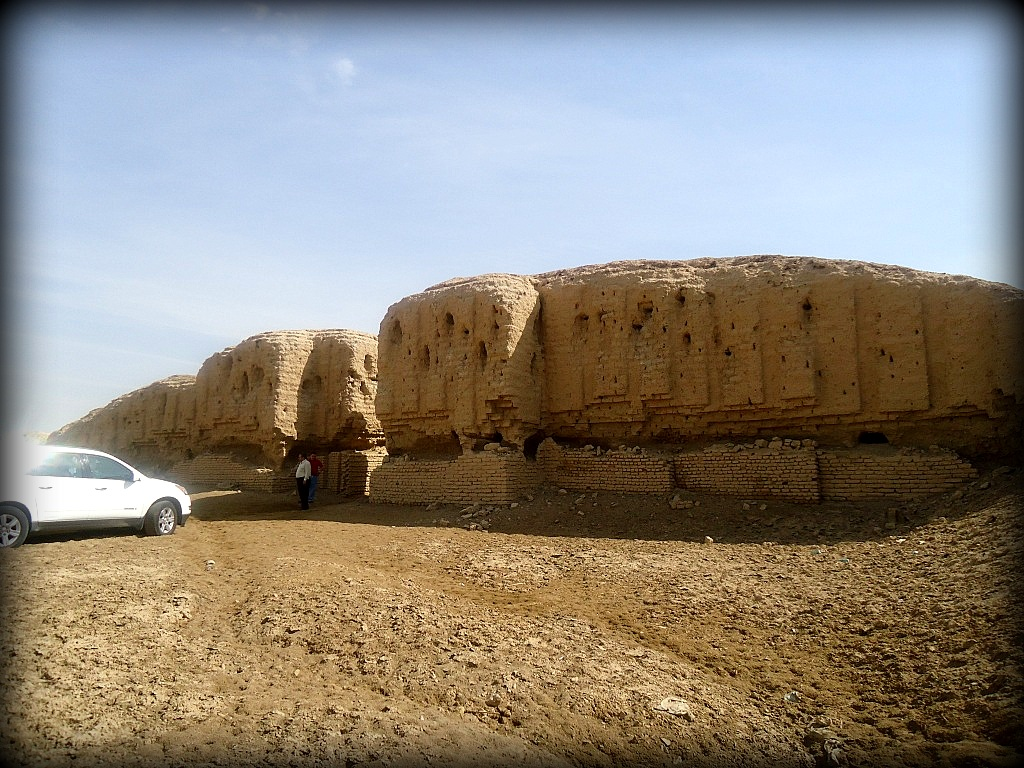
أطلال زقورة كيش

تقع هذه الآثار على مسافة 13 كم من مدينة الحلة الفيحاء و6 كم شرق مدينة بابل الأثرية ومنها زقورة «أنير كدرمه» وهي الزقورة الخاصة بهيكل (أيل بابا) إله الحرب.

#### البرس

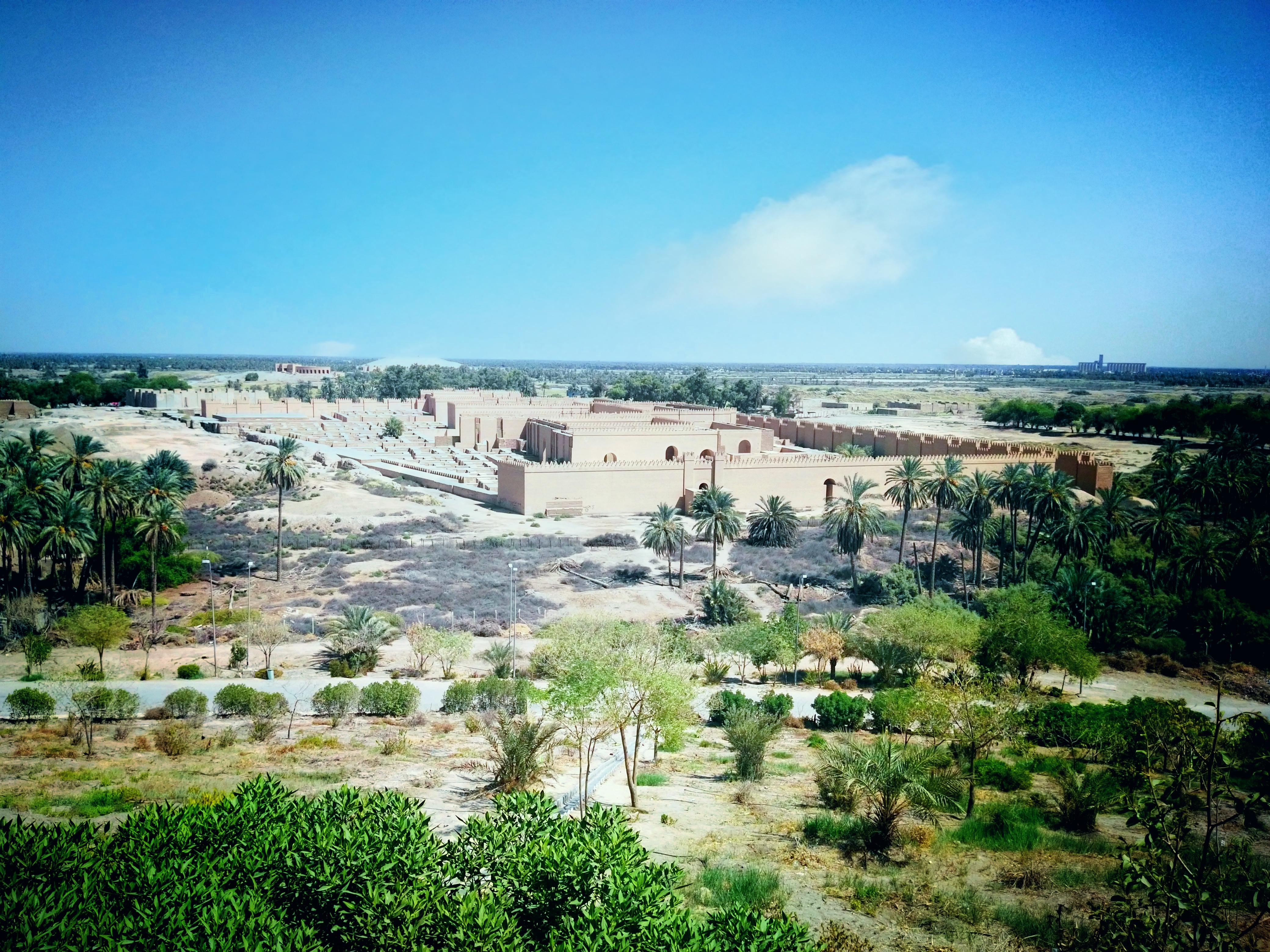
المنطقة الأثرية

تقع مدينة البرس إلى الجنوب من  مركز مدينة الحلة بزهاء 15 كم، وبرجها المدرج علامة شاهقة في الطريق ما بين الحلة والكفل واسمها الحالي (البرس) تحريف لاسمها البابلي القديم "بورسيبا" وهي صحيفة سومرية معناها "سيف البحر" أو قرن البحر" كونها كانت تقع على حافة غدير أو بحيرة على غرار بحر النجف.

#### كُوثى
وتسمّى تلّ إبراهيم، تقع على بعد 35 كيلومتراً من المسيَّب شرقاً، كانت مركزاً للتلقين الديني.

#### تلّ العقير
الواقع جنوبي غربي الصُّويرة الذي يرتقي في قدمه إلى 6000 سنة تقريباً، وقد كُشف فيه عن آثار وبقايا معبد مصبوغ بالألوان.

### المواقع الدينية
تضم الحلة عدداً من المواقع الدينية المهمة :
- مسجد النخيلة التأريخي
- جامع ومقام الإمام علي (مشهد مرد الشمس)
- مرقد الإمام القاسم
- مرقد أحمد بن موسى الكاظم
- مرقد سيد علي بن طاووس
- مقام المهدي (الغيبة)
- مرقد نبي الله ذو الكفل
- مرقد نبي الله أيوب
- مقام ومولد نبي الله إبراهيم الخليل
- مرقد السيد أبو بكر بن علي بن أبي طالب
- مرقد السيد زيد بن علي السجاد
- مرقد السيدة شريفة بنت الحسن
- مرقد السيد إسماعيل بن موسى بن جعفر بن محمد بن علي بن الحسين بن علي
- مرقد السيد إدريس بن موسى الكاظم
- مرقد السيد يعسوب الدين بن الكاظم
- مرقد السيد عمران بن الإمام علي بن أبي طالب
- مرقد أولاد مسلم بن عقيل
- مرقد السيد الحسن بن عبد الله بن الفضل بن العباس بن أمير المؤمنين
- الإمام الحمزة الغربي
- الإمام القاسم بن الامام موسى الكاظم
- مرقد السيد عبد الله أبو مداد في العتايج
- مقام الامام عمران بن علي
- مرقد الامام عبد الله العسكري
- مرقد الامام راشد واخته السيده رشدة أبناء الامام علي الهادي
- مرقد الامام عون بن علي
- مرقد السيدين الطاهرين الظاهر والمظهر احفاد الامام الكاظم
- مقام الامام الصادق
- مرقد الامام علي بن الحسن المثنى
- مرقد ابن نما الحلي
- مرقد ابن ادريس الحلي
- مرقد ابو الفضائل الحلي
- مرقد سيد موسى بن الحسن المثنى
- مرقد سيد عيسى
- مقام الامام علي في محلة الشاوي
- مرقد علي الشافيني
- مرقد ابن حماد
- مرقد الشيخ ورام
- مرقد بنت الحسن
- مقام آبار النبي ايوب
- مرقد المحقق الحلي
- مرقد العلماء الاربعة
- مرقد ابو القاسم
- مقام الخضر
- مرقد السيدين شبر وشبير
- مرقد عبد الكريم ابن طاووس

### المواقع التراثية
تغفُو على ضفتي الشط المسمى باسمها والذي يقسمها إلى صوبين، الصوب الكبير والصوب الصغير. بصوبها الكبير من جهة كربلاء والنجف والديوانية[ ؟ ]، تقع معظم أحياء الحلة وهي (الكراد والتعيس والجباويين والمهدية وجبران والطاق والجامعين). وفي صوب الحلة الصغير تقع فيه أحياء (وردية داخل وخارج وكريطعة كلج) وأراض زراعية واسعة وقرى ممتدة على الطريق الذي يصل إلى ناحية المدحتية، والذي يسمى حاليا (الشارع السياحي).
أما الأسواق الرئيسة في مركز المدينة، فقد تجمعت في الصوب الكبير، قرب الجسر الضيق، الذي لا يسع عرضه لأكثر من سيارة واحدة، والذي يسمونه (الجسر العتيك). وأبرز أسواقها (السوق الكبير) الذي يسمونه (سوك المسكف) أو (سوك التجار)، يجاوره سوق الخضروات الذي يسمونه (سوك المخضر)، وسوق الدجاج، من جهة اليمين، فيما يجاوره سوق (الهرج) من جهة اليسار. ومن الأسواق القديمة والتراثية في الصوب الصغير (سوق العمار) الذي يرجع تاريخ تأسيسه إلى نهاية القرن الثامن عشر عندما كان محط تجار الحبوب والتمور من القرى المحيطة بالسوق ومن ناحية النيل /20 كم شمال الحلة/ باتجاه الخانات والعلوات المنتشرة في السوق مثل علوة بيت جريدي وعلوة بيت العكام وبيت علوش وغيرها.
إن سوق المسقف الكبير لعب دوراً مهماً في النهوض بالواقع الاقتصادي للمحافظة كونه يضم محال لبيع البضائع بمختلف أنواعها بسعر الجملة، وأن الصورة الحضارية التي يحملها جعلت منه قبلة للزائرين، ولقد كان السوق يستقبل العشرات من السائحين الأجانب من الجنسيات الكورية واليونانية والفرنسية في عقدي الستينات والسبعينات من القرن العشرين.
وبين الفيحان أن هناك عدة فروع في سوق المسقف، تسمى القيصريات التي تختص بمهنة دون غيرها كسوق الصاغة وسوق البزازين. ويضع أحد تجار سوق الحلة الكبيرة عدة علامات استفهام حول السماح للكثير من البضائع من دخولها للبيع في السوق الذي كان مقتصرا منذ عدة عقود على نوعية معينة ومشخصة من قبل أهالي المحافظة. حيث يري البعض أن البقالين أخذوا ينتشرون بشكل واسع إضافة إلى بائعي اللحوم المجمدة والذين لا يأبهون بالروائح التي أخذت تنتشر في السوق، ويعتقد أنه أصبح ملاذا آمنا للكثير من المهن والحرف التي باتت تهرب من الدوائر البلدية تارة ومن الظرف الأمني تارة أخرى.

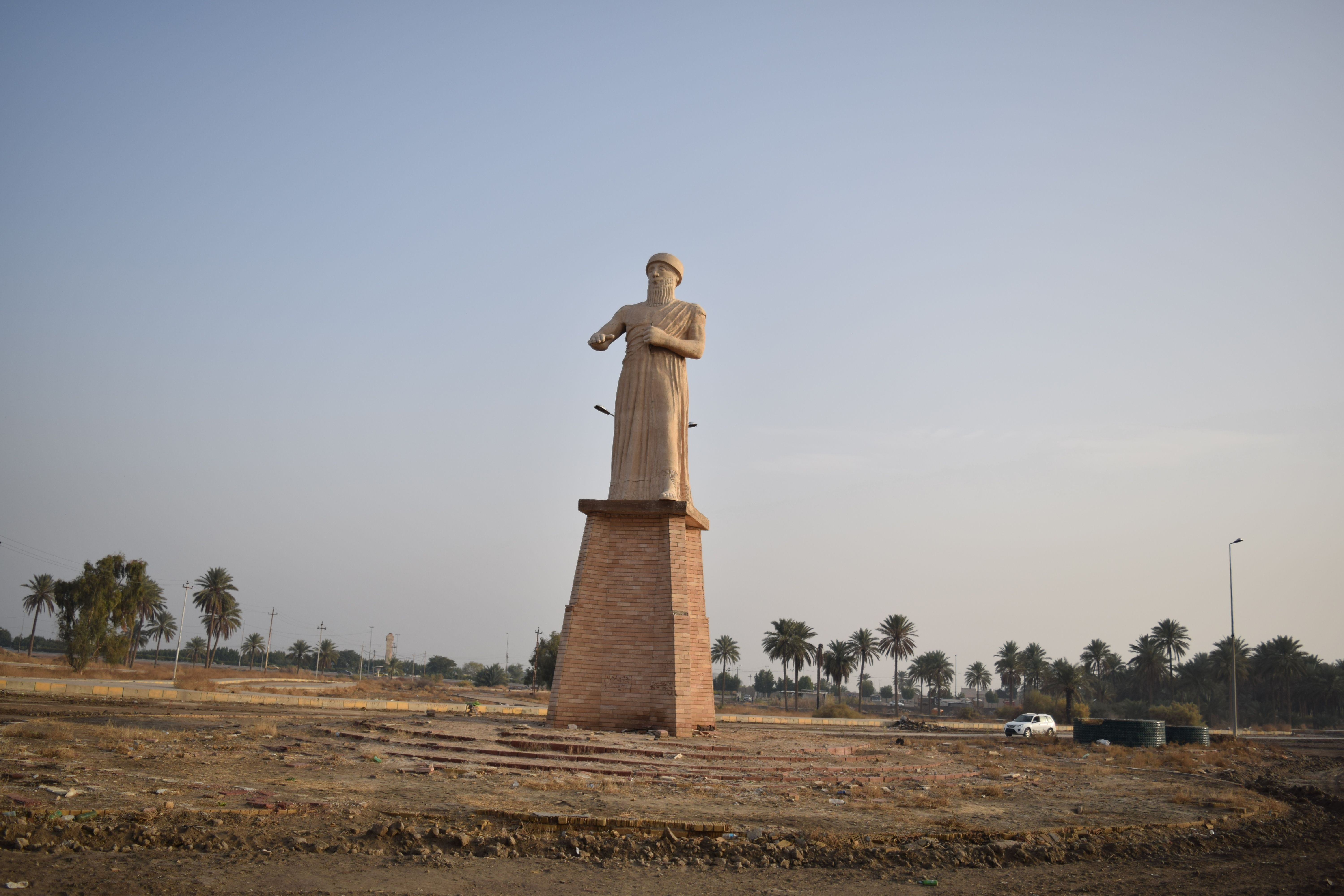
تمثال حمورابي

إن مدينة الحلة العريقة على مر التاريخ ومليئة بالتراث القديم وإن من أبرز ملامحها التراثية المتمثلة بالعمارة الحلية وشناشيلها المطلة على أزقة الطرق واجتهدت الحلة بالتراث الشعبي والصناعات الحرفية القديمة مثل الحياكة والفخار والمهن اليدوية الأخرى والفنون الجميلة والعلوم الأخرى وأهم هذا التراث هو التراث المعماري والذي بدأت جامعة بابل وهيئة إحياء التراث في بابل الاهتمام بهذا التراث وتوثيق المباني التراثية فمنها مباني سكنية ومباني دينية ومباني خدمية والتي حافظت إلى الآن على تواصلها الحضاري من خلال الملامح التراثية المتمثلة فيها على الرغم من مستجدات العصر الحاضر وطغيان الطراز الجديد العالمي في العمارة فأصبح هذا الإنجاز التراثي محصور بأماكن محددة في الحلة وأصبح فاصل بين التراث والمعاصرة.
فظلا عن ذلك نجد الطراز الجميل بزخرفه لواجهات الأبنية المستقيمة والمسطحة بشكلها العام وهي من الطراز الهجين أي (عراقي وأوربي) من الزخرفة المحلية إلى ما يسمى بـ(الركوكو أو الارت ديكور) وأن بعض الزخارف غير الإسلامية جاءت إلى العراق أو المدن العراقية ومنها الحلة الفيحاء من التأثيرات الأوربية عن طريق بعض المهندسين العرب والأجانب وكذلك من خلال المجلات والصحف المعمارية الهندسية والأوربية التي كانت تصل إلى العراق آنذاك وتعد العاصمة بغداد من أهم المدن في العالم التي تحتوي أماكن تراثية وحضارية لا تعد ولا تحصى وتأتي بعدها المدن العراقية المختلفة التي تأثرت بهذا التراث الجميل ومنها الحلة الفيحاء.

### شط الحلة
نهر الحلة أو (الشط) كما يسمونه وهو يشطر المدينة إلى شطرين يسميان بالصوب الكبير والصوب الصغير، نصبت فوقه أربعة جسور. ولكثرة المناطق الشعبية والكازينوهات على ضفتيه يلجأ الكثير من الناس إلى استخدام (البلم) كوسيلة سريعة للعبور. فهو يختصر الوقت ووسيلة ممتعة تستهوي الكثير من الناس للنزهة والتمتع بمظهر الشط وانسياب المياه. ويعد شط الحلة من المعالم المهمة في المدينة، حيث على جانب الشط تنتشر عنده المقاهي (الكازينوهات) الشبابية والعائلية.
ويقول الشاعر الحلي كامل حسن الدليمي قال: "مقاهي وكازينوهات الحلة واحدة من بنات مدينتنا المعروفة بالفنون والإبداع وكل ما يمت بصلة للإنسانية وغايتها، والشط الذي دعني أقول عنه: لو أنه كان في مكان آخر فكيف سيحتفى به؟! فعلى المسؤولين الإلتفات إليها بجدية. لكن، والحديث الدليمي، "لا أعرف كيف تعيش الحلة من دون المدينة الأولى (بابل) والشط الذي، بالضرورة، قامت على أساسه، ومن ثم (الملطفات) على شاكلة مدن الملاهي العائلية، والكازينوهات والمقاهي الاجتماعية والأدبية وغيرها".
وفي جانب الصوب الكبير وعلى ضفاف الشط يمكن (شارع الكورنيش) حيث المطاعم والمقاهي التي تنفرد بخصوصية الحضور والأسعار، بيد أن زبائنها على درجة من الثقة بالأمان ووضوح معالم المطاعم. ومن الكازينوات القديمة والموجود في الصوب الكبير هي حديقة النساء والتي يأتي لها الشباب والعوائل لكي يتجاذبون أطراف بقصاصاتهم وهمومهم الدراسية وحفلات الـ (لاب توب) المصغرة، جلسات تبادل الآراء والهموم والاسترخاء، و (الدومينو والطاولي). الاحتفاء بالهدوء والسكينة وصفاء ماء الشط في (حديقة النساء)
سلام مكي الجنابي قال: "إنها رئة الشط، وحليه التي بدونها يبدو قاحلا. الكازينوهات تكاد تكون المتنفس الوحيد للعوائل الحلية وبنفس الوقت هي المنفذ المهم لبلوغه المسافات". مضيفا "الكازينوهات في ذروتها أي عند الغروب تكتظ بالحياة والرغبات.. ثم إنها مرآة للحرية والحب"، مستدركا "ألا ترى بأن عدة كازينوهات تقيم حفلاتها هناك؟، من يجرؤ على فعل ذلك غيرها؟.
لكن شط الحلة قد عان الكثير من الإهمال وقلة الاهتمام به خلال فترة النظام السابق وحتى بعد السقوط فقد أحاطت النفايات المتراكمة على ضفتي النهر الذي بات يستغيث دون أن يجد من ينتشله من هذا الحال بالرغم من أن العديد من الدوائر الحكومية تقع بالقرب منه بل وتطل عليه مباشرة ومنها بلدية الحلة المعنية بنظافة المدينة ومصرف الرافدين ودائرة الماء وغيرها الكثير. كما وانه قد كشفت دراسة علمية في كلية العلوم بجامعة بابل، عن مخاطر تلوث شط الحلة بالعناصر الثقيلة على الصحة العامة للإنسان. كما وقد رصدت الفرق الرقابية في مديرية بيئة محافظة بابل بقعة زيتية متحركة في مياه شط الحلة. وفي جزء النهر الممتد خارج المدينة، يمكنك إحصاء مئات قنوات الصرف الزراعي، التي توجه مياهها الملوثة إلى النهر بعدما تكون قد اصطحبت معها الكثير من المواد الكيماوية الممتصة من السماد والمبيدات التي بدأ استعمالها يزداد من قبل المزارعين.

### الجسور
الجسور في الحلة تاريخ قديم تمتد إلى فترة حكم المنتصر بالله العباسي الذي بنى أول جسر في الحلة.. وإلى فترة حكم العثمانيين وتحديدا بداية القرن العشرين حيث بنوا جسر (أبو البزونة) ليكون أول جسر حديث وعلامة مميزة للحلة وحلقة مهمة في سلسلة جسورها والتي اختتمت بالجسر المعروف بـ(جسر الهنود) وأن جسر الهنود هو آخر جسر بني في الحلة وقد اكتمل العمل به أواخر العقد السبعيني من قبل إحدى الشركات الهندية.. ورغم محاولات الحكومات المتعاقبة إعادة تسميته بأسماء شتى.. كجسر الثورة أو جسر سعد إلا أن الناس أصرّوا على تسميته بجسر الهنود حتى الآن.. ومن إحدى أهم معالم الحلة هو الجسر العتيق الذي يمثل للحليين رئة اقتصادية وهو يربط بين ضفتي المدينة حيث يمثل الرابط الوحيد بين سوق الحلة القديم (المسكف) وسوق الحلة الجديد (سوق العمار).. وإضافة لذلك فالجسر كان يوفر مهنة للعديد من الصبية حيث كان الشباب يجلس ليلا على كتل الجسر الكونكريتية للسهر والشرب رامين بالقناني الفارغة في النهر.. وحين يأتي الصباح ينطلق الصبية مبكرين لجمع هذه القناني وبيعها لأصحاب محال الخل بعد غسلها وتطهيرها مقابل قطع من ذات الفلس الواحد أو ذات الخمسة فلوس إن كانوا محظوظين.
جسور الحلة الهمت الشعراء كتابة العديد من القصائد تمحورت حول الحب والحرب كان أبطالها الجنود العابرين إلى جبهات الموت الحتمي كما يذكر موفق محمد في إحدى قصائده: «أحب جسرها القديم لم يحلق لحيته رفقا بالصبية المتعلقين فيها وأنام في موجة تحته أسمع أنينه وهو يرى الجنود العابرين إلى الحروب محترقا بالجمر الذي تتركه أقدامهم على ضلوعه أهذه دموع أمهاتهم!؟ قال الجسر وبكى لو كنت فتى (وروح فدوة لعيونهم) التي تضحك فيها الشمس والنهر يلملم ما تساقط من ضلوعه».
ويأتي بعد الجسر العتيق (جسر باب الحسين) والجسر المعروف بـ(جسر بيرلي) وهو جسر عسكري بنته القوات الإنكليزية في ثلاثينات القرن العشرين والذي يسمى محليا بالجسر (اليطكطك) لإطلاقه طقطقات أثناء مرور السيارات عليه يقول عماد عاشور الفنان التشكيلي أن له ذكريات لطيفة أيام خمسينات وستينات القرن العشرين حين كان هذا الجسر مكان تجمع السياسيين أوقات المظاهرات.
كما وتحتوي الحلة على مجسريين قد تم إنجازهما بعد سقوط الضام السابق واللذان قد حلا جزءا كبيرا من أزمة الزحام في المدينة. المجسر الأول هو (مجسر الطهمازية) والذي يقع على شارع 60 مقابل المستشفى التركية والتي ما زال البناء جاري فيها، ويصل هذا المجسر بين منطقتي الجمعية والطهمازية، وقد استغرق إنجازه 22 شهرا، وبكلفة 16 مليارا و750 مليون دينار عراقي، نفذته إحدى الشركات العراقية.
```
والمجسر الثاني هو 
(مجسر الثورة)
 والذي يقع في مدخل المدينة والهدف من بناؤه هو لتخفيف ازدحام السير عند مدخل المحافظة، وخصوصاً السيارات القادمة من بغداد باتجاه المحافظات الجنوبية، وهي الطريق التي تربط العاصمة بالمناطق الجنوبية. وأن المجسر الذي يبلغ طوله 488 متراً وعرضه 18,25 متراً، يحوي فضاءً وسطياً يعد الأطول في العراق حيث يبلغ طول الفضاء 56 متراً وكذلك يعد هذا المجسر من المشاريع الإستراتيجية المهمة التي تربط بغداد بالمحافظات الجنوبية كالنجف والديوانية والسماوة والناصرية والبصرة والعمارة. وقد بلغت كلفة المشروع 22 ملياراً و500 مليون دينار عراقي وكانت مدة تنفيذ المشروع المحددة هي 20 شهراً، إلا أن الظروف المناخية سمحت بتقليص المدة الزمنية من قبل الكادر الهندسي والفني إلى 17 شهراً فقط.
```

### الشوارع
من أشهر شوارع الحلة (شارع الري) الذي سمي بهذا الاسم نسبة إلى مديرية ري بابل التي كانت تقع في بدابة الشارع مكان مديرية بلديات بابل حاليا وشارع (أبي الفضائل) الذي يمتد من منطقة التابية حتى باب الحسين وشارع (علي عجام) الذي يمتد من حسينية عجام حتى ساحة الاحتفالات الحالية وكذلك شارع أبو القاسم والذي يقع بالقرب من السوق الكبير.
وكذلك يوجد (شارع المكتبات) وهو من أقدم الشوارع والذي يحوي على الكثير من الكتبات القديمة والجديدة وقد تعرض هذا الشارع إلى الكثير من التفجيرات بالعبوات الناسفة في الفترة التي تلت السقوط. وكذلك هنالك (شارع ألامام علي) والذي يعد من أكبر الشوارع القديمة وأهمها اقتصاديا ويقع في الصوب الكبير مجاور جسر الهنود. ومن الشوارع المجاورة لضفة شط الحلة (شارع السياحي) والذي يقع في الصوب الصغير و(شارع الكورنيش) في حي الصحة وكلاهما يشتهران بوجود الكازينوات والمطاعم.
ومن الشوارع الحديثة النشأة هي (شارع الجمعية) في منطقة الجمعية و(شارع النجف) والذي يقع في منطقة نادر ولكلاهما أهمية اقتصادية في المدينة حيث فتحت أحدث المحلات والمطاعم فيهما.
ومن أهم الشوارع في الحلة حاليا (شارع 60) والذي يقع في وسط المدينة وتطل عليه أهم الأحياء هي حي المحاربين وحي الكرامة وهما من أكبر أحياء مدينة الحلة. هذا الشارع مهم وحيوي فهو يعتبر من الشوارع التجارية حيث تجد شركات المقاولين ويربط هذا الشارع مناطق شمال بابل وبغداد من الجهة الشمالية. ومن النحية الجنوبية فهو يربط المحافظات الجنوبية مع مدينة كربلاء. وعليه حاليا جسرين: الأول هو مجسر الثورة يقع على تقاطع الثورة والثاني مجسر الطهمازية أو الجمعية يقع مقابل مستشفى الفيحاء الأهلي والميتشفى التركية. وكذلك يوجد على طرفا شارع 60 أهم الدوائر الخدمية.
```
وثاني أهم شارع في الحلة هو 
(شارع 40)
 والذي يربط بين منطقه الشاوي ومنطقه باب الحسين التي تمثل نهايته من الجهة الأخرى ويمر الشارع في المناطق (حي المرتظى، حي مصطفى راغب، حي أبو النفط أو الجمعية الثانية، حي الحسين، حي القاضية وحي شبر). وأهم ما يميز هذا الشارع هو احتوائه على كل الأشياء بكافة الاختصاصا ولو بشكل تقريبي حيث تمد على طول الشارع محلات الالبسة والاكسسوارات والمطاعم والأجهزة ومحلات الموبايل والحاسبات ومحلات الغذائية والتسوق والحلاليق وشركات المقاولات وعمارات سكنيه ومحلات الحلويات ومكاتب المحاماة والمزيد.
```

كما يحتوي على 4 مدارس و4 افرع لبنوك رئيسية في العراق.
يتميز الشارع بانه مزدحم طول الوقت بالناس والسيارات وخاصة أيام الاثنين والخميس أيام الأعراس وايام الأعياد والمناسبات.
ولقد عانت شوارع الحلة كثيرا وخاصة الفترة التي تبعت السقوط وذلك بسب التفجيرات التي كانت تصيبها من العبوات الناسفة والسيارات المفخخة وكذلك بس سير الدبابات والمدرعات التابعة للجيش الأمريكي والعراقي. ومن جهة أخرى فقد تم اهمالها من قبل الحكومة حيث خُربت بشكل كامل بسبب المشاريع التي تم تنفيذها ومنها مشاريع مجاري الصرف الصحي التي تم إنشاؤها في مركز المدينة حيث تقوم الشركة العاملة لهذه المهمة بإنشاء مجاري الصرف الصحي وبالطرق القديمة مما يؤدي إلى حفر الشوارع وتخريب الأرصفة وكذلك الحدائق الوسطية. وعندما بدءت الحكومة في العمل على مشروع تقاطع الثورة قبل عامين أدى ذلك إلى تخريب الشوارع الداخلية لاحياء الثورة، 17 تموز، حي الطيارة والكرامة وحي الامام علي حيث تحولت إلى شوارع بديلة للمرور بين بغداد والحلة ومحافظات الجنوب وسبب ذلك حدثت تكسرات وتشققات وتصدعات لشوارع الأحياء المذكورة وإلى تخريب المبلط منها بسبب مرور شاحنات النقل الثقيلة وغيرها من سيارات النقل الأخرى مما أدى إلى تجمع مياه الأمطار والمياه الآسنة شتاء أما صيفا فأنها خربة ووعرة وغير صالحة للمرور.

### منتجع بابل السياحي

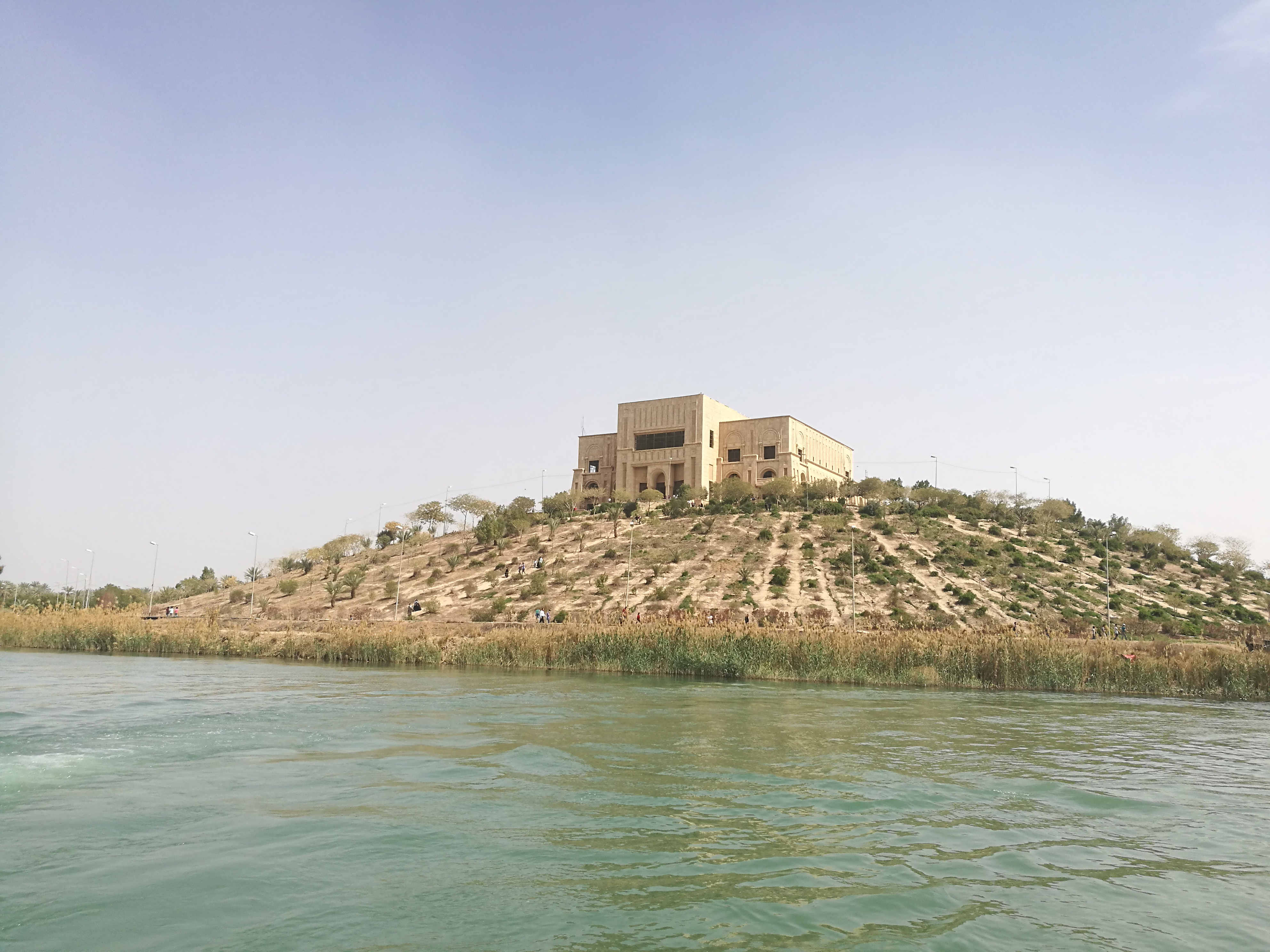
قصر صدام في المنتجع السياحي يطل على نهر الحلة

يعد منتجع بابل السياحي من أبرز المعالم السياحية في العراق والوحيد في مناطق الفرات الأوسط الذي يؤمه الكثير من السائحين لغرض الراحة والاستجمام، وبعد سنوات طويلة من الإهمال بسبب الحرب استعاد منتجع بابل السياحي عافيته وفتح أبوابه عام 2008 أمام الزوار من العرسان وطلبة المدارس والجامعات والعوائل لقضاء أوقات جميلة في حدائقه وقصوره وأماكنه السياحية الأخرى. وهو تابع لديوان محافظة بابل ويتميز بالطبيعة الأخاذة وقصر صدام يقف شاهدا على تلك الحقبة وبين أروقته يجاور المدينة الأثرية.
وكما أن مدينة بابل الأثرية انقسمت إلى جزئين بعد سقوط النظام السابق، الأول يحتوي على آثار المدينة وهو محظور على المواطنين والثاني يحتوي على المنتجع والقصور الرئاسية للنظام السابق.
وقد استضاف المنتجع العديد من الأحداث منذ افتتاحه مثل (معرض بابل الدولي للاستثمار) و (مهرجان بابل للثقافات).

## أعلام الحلة
1. حمورابي
2. نبوخذ نصر
3. نبوخذ نصر الثاني
4. صدقة بن منصور
5. صفي الدين الحلي
6. العلامة الحلي
7. ابن المطهر الحلي
8. ابن فهد الحلي
9. وليد الحلي
10. محمد علي حسن الحلي
11. جعفر الحلي
12. علي الحلي
13. صالح الحلي
14. المحقق الحلي
15. علي بن طاووس
16. محمد مهدي البصير
17. مسلم الحسيني الحلي
18. مهدي القزويني
19. عبد الوهاب مرجان
20. سعدي الحلي
21. أحمد سوسة
22. عالم سبيط النيلي
23. طه باقر
24. محمد علي شاكر
25. أحمد حقي الحلي
26. نشأت أكرم

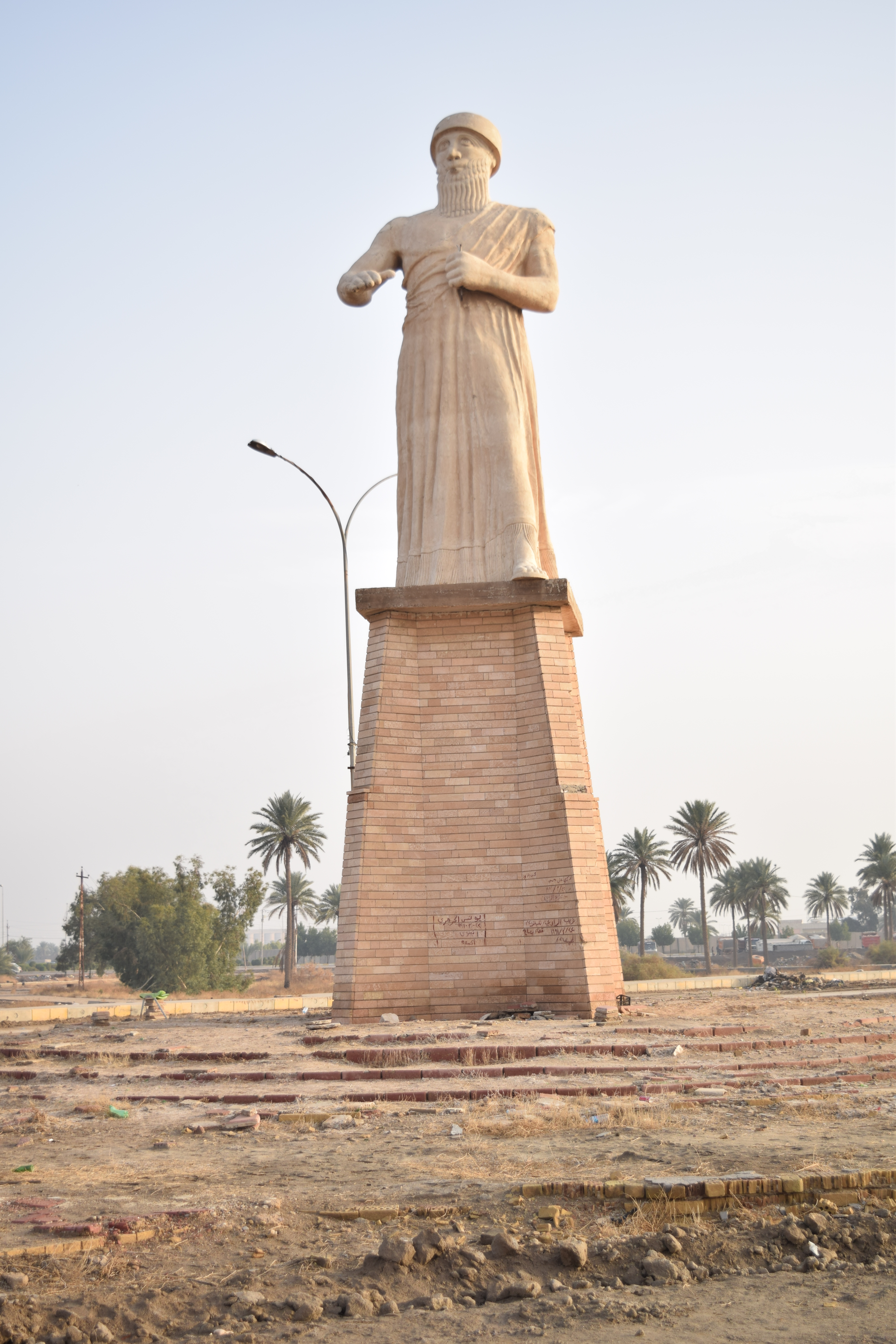
حمورابي من أشهر الملوك في العالم

27. باقر سماكة – شاعر وأستاذ جامعي عراقي (1924-1994).
28. صادق الطريحي، شاعر وأكاديمي وقاص عراقي.
29. حيدر الحلي
30. مهدي الحلي
31. ابن البطريق الحلي
32. سيد بن طاووس
33. عبد الكريم بن طاووس
34. ابن العرندس الحلي
35. المقداد بن عبد الله الحلي
36. جواد الحلي
37. نجم الدين بن نما الحلي
38. عبد الحسين الحلي
39. عبد المطلب الحلي
40. علي عوض الحلي
41. دبيس بن صدقة
42. محمد بن منصور الحلي (ابن ادريس الحلي)
43. ورام بن ابي فراس الحلي
44. ابن داود الحلي
45. علي جواد الطاهر
46. شاكر خصباك
47. احمد بن حسن النحوي
48. هادي بن احمد النحوي
49. محمد رضا النحوي
50. باقر الخفاجي
51. جعفر حسين خصباك
52. محمد بن مهدي القزويني

## المدن التوأمة
الإمارات العربية المتحدة، دبي